# Jürgen Klinsmann
Jürgen Klinsmann (Göppingen, 30 luglio 1964) è un allenatore di calcio, dirigente sportivo ed ex calciatore tedesco, di ruolo attaccante.
Con la nazionale tedesca, con cui ha partecipato a sei grandi tornei internazionali, ha vinto il campionato del mondo 1990 (come Germania Ovest) e il campionato d'Europa 1996. È inoltre giunto secondo nella graduatoria del Pallone d'oro nel 1995 e nel 2004 è stato inserito nella FIFA 100, lista dei 125 migliori calciatori viventi.
Da allenatore ha guidato la nazionale tedesca al terzo posto al campionato del mondo 2006 e la nazionale statunitense alla vittoria della Gold Cup 2013.

## Biografia
Dal 1995 è sposato con Debbie, da cui ha avuto due figli tra cui Jonathan, il quale ha seguito le orme paterne divenendo a sua volta un calciatore, scegliendo di rappresentare la nazionale statunitense.

## Carriera

### Giocatore

#### Club

##### 1973-1981: esordi
Jürgen Klinsmann è uno dei quattro figli del maestro panettiere Siegfried Klinsmann (deceduto nel 2005) e di sua moglie Martha.
All'età di otto anni debuttò giocando per il TB Gingen, una squadra di calcio amatoriale del comune Gingen an der Fils. Sei mesi dopo segnò 16 gol in un solo incontro per il suo nuovo club. A dieci anni si trasferì al SC Geislingen. Quando aveva quattordici anni suo padre comprò un panificio a Stoccarda, dove si trasferì con la famiglia. Klinsmann continuò a giocare per il SC Geislingen an der Steige, nonostante fosse stato visto in una selezione giovanile del Württemberg.
A sedici anni il giocatore firmò un contratto con il Stuttgarter Kickers, con il quale divenne un professionista due anni dopo. Tuttavia i suoi genitori decisero che prima avrebbe finito l'apprendistato da panettiere nell'impresa familiare, per il quale superò l'esame finale nel 1982.

##### 1981-1989: Stuttgarter Kickers e Stoccarda

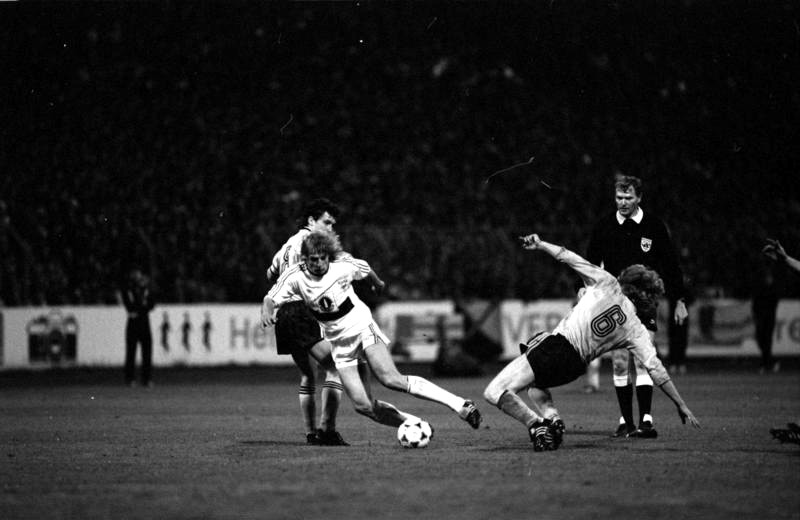
Klinsmann (al centro) in azione allo Stoccarda nel 1989

Jürgen Klinsmann cominciò la sua carriera professionale nel 1982 con gli Stuttgarter Kickers, allora un club di seconda divisione. Horst Buhtz, un precedente allenatore degli Stuttgarter Kickers, ricorda che Klinsmann beneficiò di un allenamento intensivo di sprint che ricevette da Horst Allman, a quell'epoca uno dei migliori allenatori di sprint in Germania. All'inizio della nuova stagione aveva migliorato il suo tempo nei 100 metri da 11,7 a 11,0 secondi.
Nel 1984 si trasferì allo Stoccarda in Bundesliga. Nella prima stagione, Klinsmann riuscì a segnare 15 gol, fu il miglior cannoniere dopo Karl Allgöwer (16 reti) e la squadra si piazzò al decimo posto. Nella stagione 1985-86 segnò 16 gol e in quella successiva raggiunse la finale della Coppa di Germania, persa però contro il Bayern Monaco per 2-5. Klinsmann segnò l'ultimo gol della partita.
Nella stagione 1987-88 segnò altre 19 reti, tra cui una in rovesciata contro il Bayern Monaco, e fu capocannoniere del campionato. Sempre in questo periodo il giocatore entrò nel mirino dell'Inter, dove giocavano i connazionali Matthäus e Brehme; l'anno seguente disputò la finale di Coppa UEFA, persa dalla sua squadra contro il Napoli. Nel corso della gara di ritorno, conclusa 3-3, realizzò un gol.

##### 1989-1992: il triennio all'Inter
Nell'estate 1989 si trasferì quindi in nerazzurro, venendo pagato circa 3 miliardi, per sostituire l'argentino Ramón Díaz. Dopo aver segnato due gol nei primi turni di Coppa Italia, trovò la prima rete in Serie A contro il Bologna. Autore di 13 gol in campionato, vinse la Supercoppa italiana. Nel torneo successivo marcò invece 14 reti, con i milanesi vincitori della Coppa UEFA.
L'ultima stagione con la Beneamata si rivelò deludente per il tedesco, che andò a segno soltanto 7 volte in campionato. I nerazzurri conclusero all'ottavo posto, mancando la qualificazione alle coppe europee.

##### 1992-1995: Monaco e Tottenham
Dopo il triennio in Italia, si accordò inizialmente con il Real Madrid; l'affare non andò tuttavia in porto, e il centravanti venne ceduto al Monaco di Arsene Wenger per 14 miliardi di lire, andando a sostituire il partente George Weah. La compagine monegasca terminò il campionato 1992-93 alle spalle dell'Olympique Marsiglia, con Klinsmann che mise a segno 20 reti, ma uno scandalo riguardante gli stessi marsigliesi ne comportò l'esclusione dalla Champions League: il Monaco fu quindi ripescato nella massima competizione europea dove, nella stagione successiva, raggiunse la semifinale, persa in gara unica contro il Milan.

Klinsmann (a destra) al Monaco nel 1994, mentre saluta il milanista Massaro prima della semifinale di Champions League.

Al termine della stagione seguente, il Monaco arrivò solamente al nono posto nella Ligue 1 e Klinsmann, che si era assentato due mesi dai campi di gioco per una lesione al legamento, fu impiegato spesso come unico attaccante. Cominciò quindi a esprimere critiche sul comportamento dei suoi compagni di squadra. Nel 1995 lasciò la squadra in anticipo, un anno prima dalla fine del contratto.
Klinsmann si trasferì nella stagione 1994-95 al Tottenham, cosa che i tifosi e la stampa recepirono in modo critico; i londinesi pagarono due milioni di sterline al club del Principato. Nel suo debutto contro lo Sheffield Wednesday segnò con un colpo di testa. Rivalutato positivamente dalla stampa e dai tifosi, dopo le 29 reti segnate in stagione Klinsmann fu proclamato giocatore dell'anno da parte della Football Writers' Association. Il museo delle cere Madame Tussauds gli ha dedicato una statua.

##### 1995-1998: ultimi anni

Klinsmann esulta per la Sampdoria dopo il gol realizzato al Bologna il 30 novembre 1997.

Il suo periodo di successo continuò con il Bayern Monaco durante le stagioni 1995-96 e 1996-97: in entrambe fu il miglior marcatore della squadra, con la quale vinse la Coppa UEFA e migliorò il record di gol segnati durante la competizione portandolo a 15 gol in 12 partite. Campione di Germania nel 1997, fece poi ritorno in Italia: la Sampdoria lo tesserò per rimpiazzare Roberto Mancini. L'esperienza in blucerchiato fu di breve durata, poiché già a dicembre decise di rientrare agli Spurs. I suoi gol salvarono il club dalla retrocessione, in particolare una quaterna messa a segno contro il Wimbledon, incontro vinto per 6-2 dai londinesi. L'ultima partita fu nel 1998 contro il Southampton.
Si ritirò dal calcio alla fine del 1998, ma alcuni anni più tardi giocò nell'Orange County Blue Star, squadra californiana, con lo pseudonimo di Jay Goppingen.

#### Nazionale
Klinsmann ebbe una brillante carriera internazionale, debuttando per la Germania Ovest nel 1987 contro il Brasile (1-1), e partecipando a 108 partite. Segnò 47 reti per la sua Nazionale, occupando attualmente il quarto posto nella classifica dei migliori marcatori tedeschi di tutti i tempi.

Klinsmann con la nazionale tedesco-occidentale al vittorioso

Partecipò anche al torneo olimpico di Seul 1988, ottenendo la medaglia di bronzo, nonché ai campionati d'Europa di Germania Ovest 1988, Svezia 1992 e Inghilterra 1996, giocando la finale dell'edizione '92 e vincendo da capitano quella del '96. Klinsmann fu il primo giocatore che riuscì a segnare in tre differenti fasi finali dei campionati europei: solo altri quattro giocatori dopo di lui (Vladimír Šmicer, Thierry Henry, Nuno Gomes e Zlatan Ibrahimović) riuscirono a eguagliare questo record, battuto poi dal portoghese Cristiano Ronaldo nel 2016.
Durante il campionato del mondo 1990 in Italia segnò tre reti, che contribuirono al titolo vinto dalla Germania Ovest, e prese parte ad altri due Mondiali con la Germania: quello di Stati Uniti 1994, nel quale segnò cinque reti, e di Francia 1998, chiuso con tre reti. Fu il primo giocatore in grado di segnare almeno tre reti in tre edizioni consecutive dei Mondiali, record eguagliato poi dal brasiliano Ronaldo; inoltre con undici gol, è il terzo goleador per la Germania nelle fasi finali della Coppa del Mondo, dopo Miroslav Klose e Gerd Müller, rispettivamente a quota 16 e 14.
Inizialmente non convocato per Euro '92, fu poi scelto per sostituire Völler, infortunatosi a un braccio: nel corso del torneo segnò una rete nella fase a gironi, approdando poi alla finale persa contro la Danimarca. Due anni dopo, nonostante la sconfitta contro la Bulgaria nei quarti di finale dei Mondiali '94, questo torneo fu un successo per Klinsmann, che segnò ben cinque reti e fu nominato per la seconda volta miglior giocatore tedesco dell'anno.

### Allenatore
Dopo essersi ritirato dal calcio giocato, Klinsmann cominciò la sua carriera dirigenziale. Fu nominato vicepresidente di una società di consulenza sportiva negli Stati Uniti e fu coinvolto nella Major League Soccer (MLS) come parte della squadra Los Angeles Galaxy.

#### Nazionale tedesca
Il 26 luglio 2004 diventò allenatore della squadra nazionale tedesca, succedendo a Rudi Völler, suo vecchio compagno di squadra. Klinsmann intraprese in seguito un progetto ambizioso e aggressivo per modernizzare la gestione della squadra. Portando con sé Oliver Bierhoff, altro ex attaccante tedesco, iniziò a occuparsi anche di pubbliche relazioni. Durante il percorso di avvicinamento al campionato del mondo 2006, Klinsmann fu criticato dai tifosi tedeschi e dai media per i risultati mediocri ottenuti, come la sconfitta 4-1 contro l'Italia. Le critiche in particolare riguardavano la residenza di Klinsmann negli Stati Uniti. La sua tattica, in gran parte offensiva, irritò coloro che lamentavano l'ignoranza di Klinsmann sul calcio difensivo. Annunciò una formazione di giovani giocatori per il Mondiale del 2006, basando la sua scelta sulle singole prestazioni e non sulla reputazione.

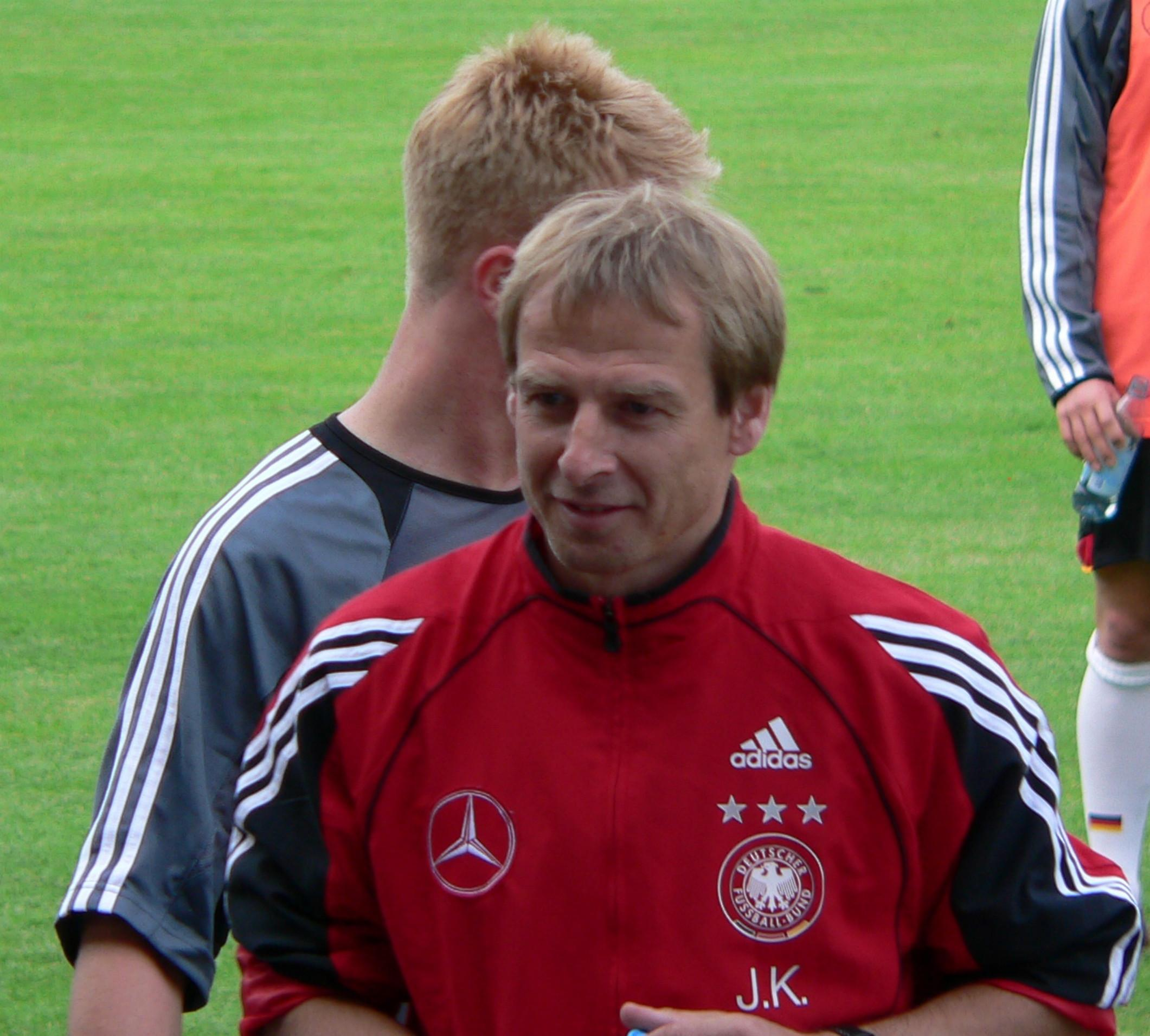
Klinsmann allenatore della nazionale tedesca nel 2005

Durante la Coppa delle Confederazioni FIFA del 2005 Klinsmann alternò regolarmente la presenza in campo dei suoi portieri, indipendentemente dalle loro prestazioni, cosa che scatenò l'ira di Oliver Kahn, giocatore del Bayern Monaco. Il 7 aprile 2006 Klinsmann decise infine di relegare Kahn in panchina e designò Jens Lehmann dell'Arsenal primo portiere.
Nella fase finale del mondiale 2006 le prestazioni della squadra di Klinsmann fecero tacere le critiche. Nella prima fase la squadra ottenne tre vittorie su tre, contro Costa Rica, Polonia ed Ecuador, portando la Germania al primo posto nel girone A. Negli ottavi di finale vinse contro la Svezia per 2-0 e nei quarti di finale sconfisse l'Argentina per 4-2 ai rigori.
Nella semifinale del 4 luglio, la Germania affrontò l'Italia, perdendo per 2-0 a seguito delle reti di Grosso e Del Piero, segnate negli ultimi minuti dei tempi supplementari. Al termine dell'incontro, Klinsmann elogiò la prova della sua squadra. Batterono quindi il Portogallo 3-1 nella finale per il terzo posto, incontro nel quale Kahn giocò in porta al posto di Lehmann. Il giorno seguente, un'enorme parata si tenne a Berlino, durante la quale il pubblico rese onore a Klinsmann e alla sua squadra.
Successivamente, Franz Beckenbauer, che era stato all'inizio estremamente critico nei confronti di Klinsmann, dichiarò che desiderava avere ancora Klinsmann come allenatore. Anche da parte del pubblico ebbe grande appoggio per la sua tattica offensiva e per la sua abilità nel motivare i giocatori. Per il suo lavoro da allenatore, a Klinsmann fu conferito l'Ordine al merito di Germania, decorazione e unica onorificenza di carattere generale esistente in Germania e, pertanto, massima espressione di riconoscimento della Repubblica Federale Tedesca per meriti contratti per il bene comune, firmata dalla cancelliera Angela Merkel.
Nonostante le lodi e il riconoscimento ottenuto per la prestazione al mondiale, Klinsmann non rinnovò il contratto, informando la Federazione della sua decisione il giorno 11 luglio 2006. Joachim Löw, suo assistente, fu designato nuovo allenatore nella stessa conferenza stampa. Klinsmann commentò: “Il mio più grande desiderio è di tornare dalla mia famiglia e di riprendere una vita normale con loro. Dopo due anni dedicati con tanta energia alla squadra, sento che mi mancano le forze per poter continuare allo stesso modo”.

#### Bayern Monaco

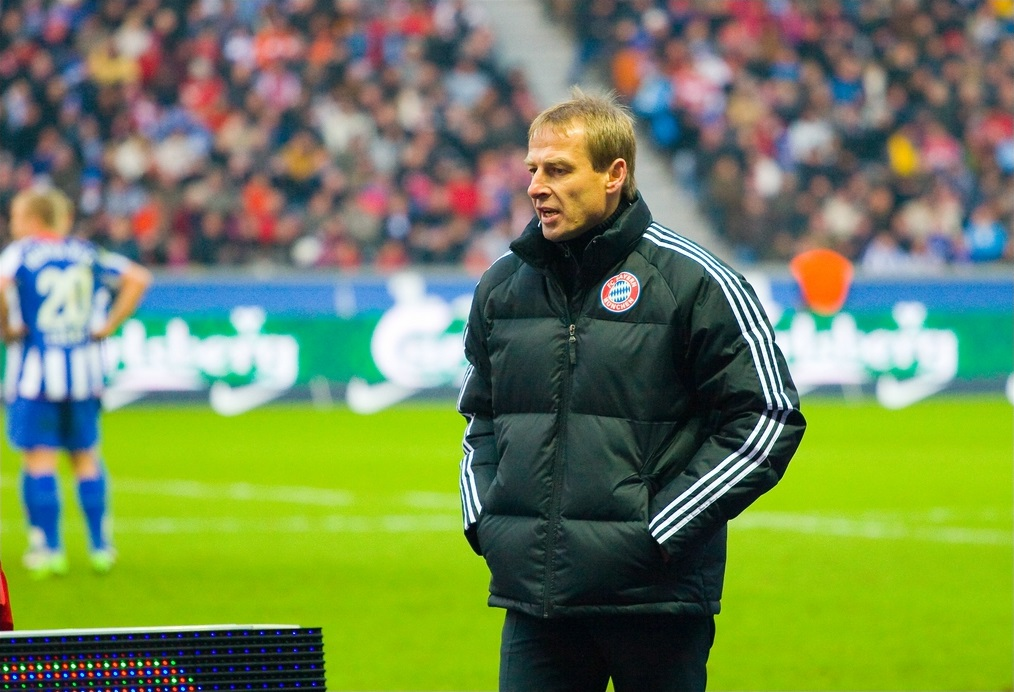
Klinsmann alla guida del Bayern Monaco nel 2009

Il 1º luglio 2008 prese il posto di allenatore del Bayern Monaco, succedendo a Ottmar Hitzfeld. Per Klinsmann si trattava della prima posizione di allenatore di una squadra di club. Pensando di poter fare dei cambi nello stile di gioco e allenamento, decise di nominare diversi nuovi assistenti. Klinsmann contribuì al progetto di un nuovo centro per lo sviluppo delle prestazioni dei giocatori del Bayern. Sotto la sua guida il Bayern raggiunse i quarti di finale della Champions League, dove perse contro i futuri campioni del Barcellona.
Nella Bundesliga 2008-2009 il Bayern era a tre punti dalla vetta con ancora cinque partite da giocare quando il 27 aprile 2009 Klinsmann fu esonerato, per divergenze di opinioni con la dirigenza del club, nonostante avesse vinto cinque delle precedenti sette partite e si trovasse solamente a tre punti di distanza dal Wolfsburg, primo in classifica. Sotto la sua gestione il Bayern ottenne 16 vittorie, 6 pareggi e 7 sconfitte.

#### Nazionale statunitense
Il 29 luglio 2011 assume l'incarico di commissario tecnico della nazionale statunitense.

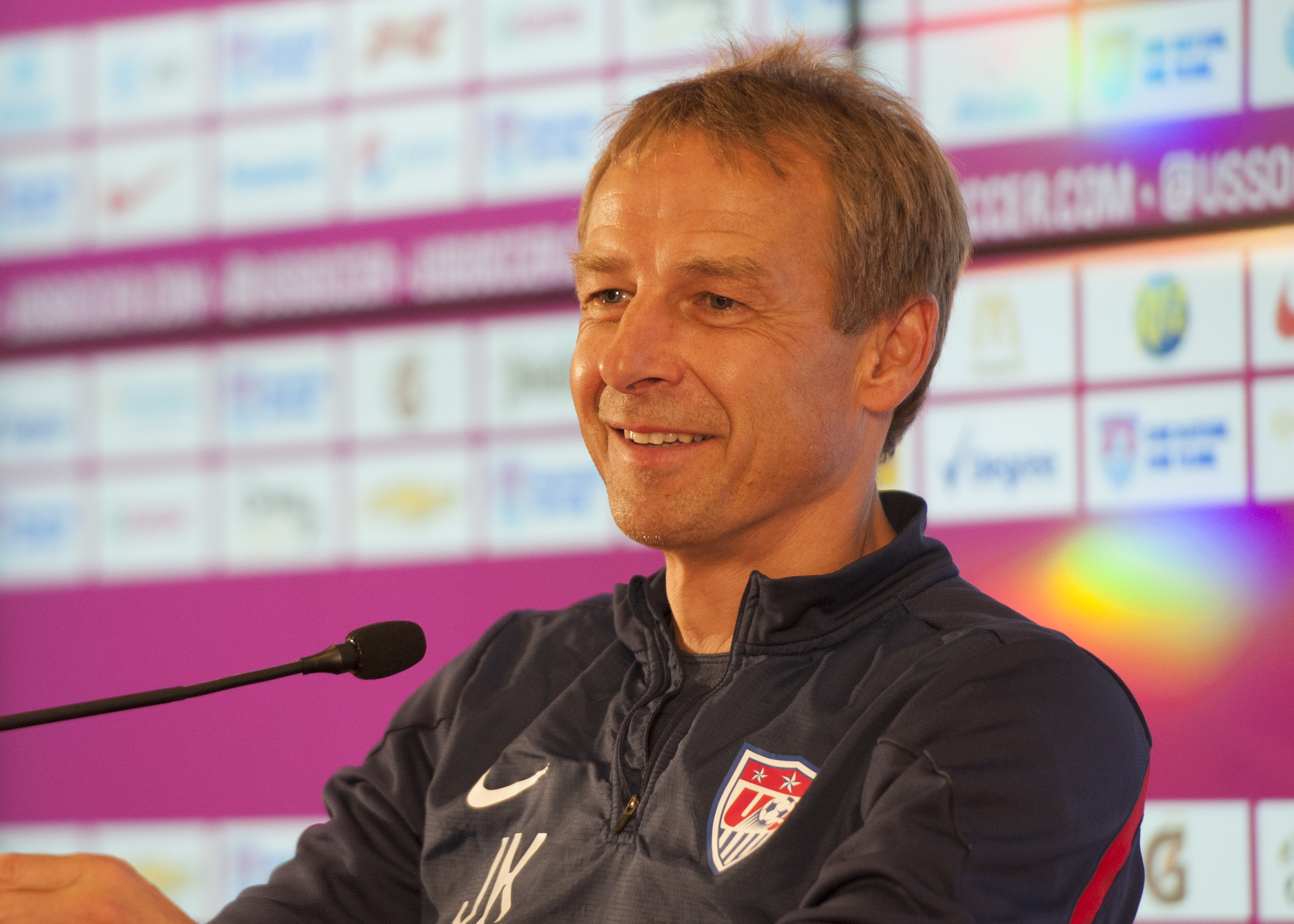
Klinsmann selezionatore della nazionale statunitense nel 2014

Vince la CONCACAF Gold Cup 2013 battendo il Panamá. Al Mondiale 2014 viene eliminato agli ottavi dal Belgio dopo i tempi supplementari. Arriva quarto nella CONCACAF Gold Cup 2015, sconfitto dalla Giamaica in semifinale e dai panamensi dopo i tiri di rigore nella finale per il terzo posto. Si piazza ancora quarto l'anno dopo alla Copa América Centenario, organizzata dagli USA, perdendo la semifinale contro l'Argentina e la finale per il terzo posto contro la Colombia.
Il 21 novembre 2016 viene esonerato a seguito di due sconfitte (contro Messico e Costa Rica) rimediate nelle prime due partite del quinto turno delle qualificazioni CONCACAF al campionato del mondo 2018.

#### Hertha Berlino, nazionale sudcoreana
Dopo un triennio d'inattività, il 27 novembre 2019 torna in panchina prendendo le redini dell'Hertha Berlino, in Bundesliga, subentrando ad Ante Čović. Dopo 9 giornate di campionato (3 vittorie, 3 pareggi e 3 sconfitte) e l'eliminazione in Coppa di Germania contro lo Schalke 04, l'11 febbraio 2020 si dimette.
Dopo altri tre anni d'inattività, il 27 febbraio 2023 Klinsmann viene nominato commissario tecnico della nazionale sudcoreana, in sostituzione del dimissionario Paulo Bento. Esordisce sulla panchina delle tigri asiatiche nell’amichevole contro la Colombia. Viene esonerato il 16 febbraio 2024 dopo aver ottenuto il terzo posto nella Coppa d’Asia. Chiude la sua esperienza asiatica con 9 vittorie 5 pareggi e 3 sconfitte.

### Dopo il ritiro
Terminata l'esperienza da allenatore del Bayern Monaco, Klinsmann fu opinionista in studio, insieme ad altri giocatori quali Ruud Gullit, Steve McManaman e Alexi Lalas, così come il commentatore Martin Tyler per il reportage in lingua inglese del campionato mondiale di calcio 2010 per l'emittente ESPN. Ha lavorato anche come co-commentatore per la rete televisiva tedesca RTL per 9 delle partite trasmesse del Mondiale 2010.
Il 3 novembre 2010 fu nominato consulente del Toronto FC.
Nel marzo 2019 viene scelto dall'UEFA tra gli ambasciatori per il campionato d'Europa 2020.

## Statistiche
Tra club, nazionale maggiore, nazionale olimpica e nazionali giovanili, Klinsmann ha giocato 789 partite segnando 356 reti, alla media di 0,45 gol a partita.

### Presenze e reti nei club
| Stagione                 | Squadra                  | Campionato               | Campionato | Campionato | Coppe nazionali | Coppe nazionali | Coppe nazionali | Coppe continentali | Coppe continentali | Coppe continentali | Altre coppe | Altre coppe | Altre coppe | Totale | Totale |
| Stagione                 | Squadra                  | Comp                     | Pres       | Reti       | Comp            | Pres            | Reti            | Comp               | Pres               | Reti               | Comp        | Pres        | Reti        | Pres   | Reti   |
| ------------------------ | ------------------------ | ------------------------ | ---------- | ---------- | --------------- | --------------- | --------------- | ------------------ | ------------------ | ------------------ | ----------- | ----------- | ----------- | ------ | ------ |
| 1981-1982                | Kickers Stoccarda        | 2B                       | 6          | 1          | CG              | 0               | 0               |                    | -                  | -                  |             | -           | -           | 6      | 1      |
| 1982-1983                | Kickers Stoccarda        | 2B                       | 20         | 2          | CG              | 2               | 1               |                    | -                  | -                  |             | -           | -           | 22     | 3      |
| 1983-1984                | Kickers Stoccarda        | 2B                       | 35         | 19         | CG              | 2               | 2               |                    | -                  | -                  |             | -           | -           | 37     | 21     |
| Totale Kickers Stoccarda | Totale Kickers Stoccarda | Totale Kickers Stoccarda | 61         | 22         |                 | 4               | 3               |                    | -                  | -                  |             | -           | -           | 65     | 25     |
| 1984-1985                | Stoccarda                | BL                       | 32         | 15         | CG              | 4               | 2               | CC                 | 2                  | 0                  |             | -           | -           | 38     | 17     |
| 1985-1986                | Stoccarda                | BL                       | 33         | 16         | CG              | 6               | 4               |                    | -                  | -                  |             | -           | -           | 39     | 20     |
| 1986-1987                | Stoccarda                | BL                       | 32         | 16         | CG              | 1               | 2               | CdC                | 4                  | 1                  |             | -           | -           | 37     | 19     |
| 1987-1988                | Stoccarda                | BL                       | 34         | 19         | CG              | 1               | 0               |                    | -                  | -                  |             | -           | -           | 35     | 19     |
| 1988-1989                | Stoccarda                | BL                       | 25         | 13         | CG              | 4               | 2               | CU                 | 8                  | 4                  |             | -           | -           | 37     | 19     |
| Totale Stoccarda         | Totale Stoccarda         | Totale Stoccarda         | 156        | 79         |                 | 16              | 10              |                    | 14                 | 5                  |             | -           | -           | 186    | 94     |
| 1989-1990                | Inter                    | A                        | 31         | 13         | CI              | 4               | 2               | CC                 | 2                  | 0                  |             | -           | -           | 37     | 15     |
| 1990-1991                | Inter                    | A                        | 33         | 14         | CI              | 4               | 0               | CU                 | 12                 | 3                  |             | -           | -           | 49     | 17     |
| 1991-1992                | Inter                    | A                        | 31         | 7          | CI              | 5               | 1               | CU                 | 1                  | 0                  |             | -           | -           | 37     | 8      |
| Totale Inter             | Totale Inter             | Totale Inter             | 95         | 34         |                 | 13              | 3               |                    | 15                 | 3                  |             | 1           | 0           | 123    | 40     |
| 1992-1993                | Monaco                   | D1                       | 35         | 20         | CF              | 2               | 0               | CdC                | 4                  | 0                  |             | -           | -           | 41     | 20     |
| 1993-1994                | Monaco                   | D1                       | 30         | 10         | CF              | 3               | 2               | UCL                | 10                 | 4                  |             | -           | -           | 43     | 16     |
| Totale Monaco            | Totale Monaco            | Totale Monaco            | 65         | 30         |                 | 5               | 2               |                    | 8                  | 2                  |             | -           | -           | 84     | 36     |
| 1994-1995                | Tottenham                | PL                       | 41         | 20         | FACup+CdL       | 6+3             | 5+4             |                    | -                  | -                  |             | -           | -           | 50     | 29     |
| 1995-1996                | Bayern Monaco            | BL                       | 32         | 16         | CG              | 1               | 0               | CU                 | 12                 | 15                 |             | -           | -           | 45     | 31     |
| 1996-1997                | Bayern Monaco            | BL                       | 33         | 15         | CG              | 4               | 2               | CU                 | 2                  | 0                  |             | -           | -           | 39     | 17     |
| Totale Bayern Monaco     | Totale Bayern Monaco     | Totale Bayern Monaco     | 65         | 31         |                 | 5               | 2               |                    | 14                 | 15                 |             | -           | -           | 84     | 48     |
| ago.-dic. 1997           | Sampdoria                | A                        | 8          | 2          | CI              | 1               | 0               | CU                 | 1                  | 0                  |             | -           | -           | 10     | 2      |
| dic. 1997-1998           | Tottenham                | PL                       | 15         | 9          | FACup+CdL       | 3+0             | 0+0             |                    | -                  | -                  |             | -           | -           | 18     | 9      |
| Totale Tottenham         | Totale Tottenham         | Totale Tottenham         | 56         | 29         |                 | 12              | 9               |                    | -                  | -                  |             | -           | -           | 68     | 38     |
| 2003                     | OC Blue Star             | PDL                      | 8          | 5          |                 | -               | -               |                    | -                  | -                  |             | -           | -           | 8      | 5      |
| Totale carriera          | Totale carriera          | Totale carriera          | 514        | 232        |                 | 56              | 29              |                    | 58                 | 27                 |             | -           | -           | 628    | 289    |

### Cronologia presenze e reti in nazionale
| Cronologia completa delle presenze e delle reti in nazionale ― Germania Ovest | Cronologia completa delle presenze e delle reti in nazionale ― Germania Ovest | Cronologia completa delle presenze e delle reti in nazionale ― Germania Ovest | Cronologia completa delle presenze e delle reti in nazionale ― Germania Ovest | Cronologia completa delle presenze e delle reti in nazionale ― Germania Ovest | Cronologia completa delle presenze e delle reti in nazionale ― Germania Ovest | Cronologia completa delle presenze e delle reti in nazionale ― Germania Ovest | Cronologia completa delle presenze e delle reti in nazionale ― Germania Ovest |
| Data                                                                          | Città                                                                         | In casa                                                                       | Risultato                                                                     | Ospiti                                                                        | Competizione                                                                  | Reti                                                                          | Note                                                                          |
| ----------------------------------------------------------------------------- | ----------------------------------------------------------------------------- | ----------------------------------------------------------------------------- | ----------------------------------------------------------------------------- | ----------------------------------------------------------------------------- | ----------------------------------------------------------------------------- | ----------------------------------------------------------------------------- | ----------------------------------------------------------------------------- |
| 12-12-1987                                                                    | Brasilia                                                                      | Brasile                                                                       | 1 – 1                                                                         | Germania Ovest                                                                | Amichevole                                                                    | -                                                                             |                                                                               |
| 16-12-1987                                                                    | Buenos Aires                                                                  | Argentina                                                                     | 1 – 0                                                                         | Brasile                                                                       | Amichevole                                                                    | -                                                                             |                                                                               |
| 2-4-1988                                                                      | Berlino                                                                       | Germania Ovest                                                                | 1 – 0                                                                         | Argentina                                                                     | Amichevole                                                                    | -                                                                             | 46’                                                                           |
| 27-4-1988                                                                     | Kaiserslautern                                                                | Germania Ovest                                                                | 1 – 0                                                                         | Svizzera                                                                      | Amichevole                                                                    | 1                                                                             |                                                                               |
| 4-6-1988                                                                      | Brema                                                                         | Germania Ovest                                                                | 1 – 1                                                                         | Jugoslavia                                                                    | Amichevole                                                                    | -                                                                             |                                                                               |
| 10-6-1988                                                                     | Düsseldorf                                                                    | Germania Ovest                                                                | 1 – 1                                                                         | Italia                                                                        | Euro 1988 - 1º turno                                                          | -                                                                             |                                                                               |
| 14-6-1988                                                                     | Gelsenkirchen                                                                 | Germania Ovest                                                                | 2 – 0                                                                         | Danimarca                                                                     | Euro 1988 - 1º turno                                                          | 1                                                                             |                                                                               |
| 17-6-1988                                                                     | Monaco di Baviera                                                             | Germania Ovest                                                                | 2 – 0                                                                         | Spagna                                                                        | Euro 1988 - 1º turno                                                          | -                                                                             | 88’                                                                           |
| 21-6-1988                                                                     | Amburgo                                                                       | Germania Ovest                                                                | 1 – 2                                                                         | Paesi Bassi                                                                   | Euro 1988 - Semifinale                                                        | -                                                                             |                                                                               |
| 19-10-1988                                                                    | Monaco di Baviera                                                             | Germania Ovest                                                                | 0 – 0                                                                         | Paesi Bassi                                                                   | Qual. Mondiali 1990                                                           | -                                                                             | 68’                                                                           |
| 26-4-1989                                                                     | Rotterdam                                                                     | Paesi Bassi                                                                   | 1 – 1                                                                         | Germania Ovest                                                                | Qual. Mondiali 1990                                                           | -                                                                             |                                                                               |
| 31-5-1989                                                                     | Cardiff                                                                       | Galles                                                                        | 0 – 0                                                                         | Germania Ovest                                                                | Qual. Mondiali 1990                                                           | -                                                                             | 78’                                                                           |
| 4-10-1989                                                                     | Dortmund                                                                      | Germania Ovest                                                                | 6 – 1                                                                         | Finlandia                                                                     | Qual. Mondiali 1990                                                           | 1                                                                             |                                                                               |
| 15-11-1989                                                                    | Colonia                                                                       | Germania Ovest                                                                | 2 – 1                                                                         | Galles                                                                        | Qual. Mondiali 1990                                                           | -                                                                             |                                                                               |
| 28-2-1990                                                                     | Montpellier                                                                   | Francia                                                                       | 2 – 1                                                                         | Germania Ovest                                                                | Amichevole                                                                    | -                                                                             |                                                                               |
| 25-4-1990                                                                     | Stoccarda                                                                     | Germania Ovest                                                                | 3 – 3                                                                         | Uruguay                                                                       | Amichevole                                                                    | 1                                                                             |                                                                               |
| 26-5-1990                                                                     | Düsseldorf                                                                    | Germania Ovest                                                                | 1 – 0                                                                         | Cecoslovacchia                                                                | Amichevole                                                                    | -                                                                             | 76’                                                                           |
| 30-5-1990                                                                     | Gelsenkirchen                                                                 | Germania Ovest                                                                | 1 – 0                                                                         | Danimarca                                                                     | Amichevole                                                                    | -                                                                             | 67’                                                                           |
| 10-6-1990                                                                     | Milano                                                                        | Germania Ovest                                                                | 4 – 1                                                                         | Jugoslavia                                                                    | Mondiali 1990 - 1º turno                                                      | 1                                                                             |                                                                               |
| 15-6-1990                                                                     | Milano                                                                        | Germania Ovest                                                                | 5 – 1                                                                         | Emirati Arabi Uniti                                                           | Mondiali 1990 - 1º turno                                                      | 1                                                                             | 72’                                                                           |
| 19-6-1990                                                                     | Milano                                                                        | Germania Ovest                                                                | 1 – 1                                                                         | Colombia                                                                      | Mondiali 1990 - 1º turno                                                      | -                                                                             |                                                                               |
| 24-6-1990                                                                     | Milano                                                                        | Germania Ovest                                                                | 2 – 1                                                                         | Paesi Bassi                                                                   | Mondiali 1990 - Ottavi di finale                                              | 1                                                                             | 79’                                                                           |
| 1-7-1990                                                                      | Milano                                                                        | Germania Ovest                                                                | 1 – 0                                                                         | Cecoslovacchia                                                                | Mondiali 1990 - Quarti di finale                                              | -                                                                             |                                                                               |
| 4-7-1990                                                                      | Torino                                                                        | Germania Ovest                                                                | 1 – 1 dts (4 - 3 dtr)                                                         | Inghilterra                                                                   | Mondiali 1990 - Semifinale                                                    | -                                                                             |                                                                               |
| 8-7-1990                                                                      | Roma                                                                          | Germania Ovest                                                                | 1 – 0                                                                         | Argentina                                                                     | Mondiali 1990 - Finale                                                        | -                                                                             | 3º titolo                                                                     |
| 29-8-1990                                                                     | Lisbona                                                                       | Portogallo                                                                    | 1 – 1                                                                         | Germania Ovest                                                                | Amichevole                                                                    | -                                                                             | 46’                                                                           |
| 10-10-1990                                                                    | Stoccolma                                                                     | Svezia                                                                        | 1 – 3                                                                         | Germania Ovest                                                                | Amichevole                                                                    | 1                                                                             |                                                                               |
| 31-10-1990                                                                    | Lussemburgo                                                                   | Lussemburgo                                                                   | 2 – 3                                                                         | Germania Ovest                                                                | Qual. Euro 1992                                                               | 1                                                                             |                                                                               |
| Totale                                                                        |                                                                               | Presenze                                                                      | 28                                                                            |                                                                               | Reti                                                                          | 9                                                                             |                                                                               |

| Cronologia completa delle presenze e delle reti in nazionale ― Germania | Cronologia completa delle presenze e delle reti in nazionale ― Germania | Cronologia completa delle presenze e delle reti in nazionale ― Germania | Cronologia completa delle presenze e delle reti in nazionale ― Germania | Cronologia completa delle presenze e delle reti in nazionale ― Germania | Cronologia completa delle presenze e delle reti in nazionale ― Germania | Cronologia completa delle presenze e delle reti in nazionale ― Germania | Cronologia completa delle presenze e delle reti in nazionale ― Germania |
| Data                                                                    | Città                                                                   | In casa                                                                 | Risultato                                                               | Ospiti                                                                  | Competizione                                                            | Reti                                                                    | Note                                                                    |
| ----------------------------------------------------------------------- | ----------------------------------------------------------------------- | ----------------------------------------------------------------------- | ----------------------------------------------------------------------- | ----------------------------------------------------------------------- | ----------------------------------------------------------------------- | ----------------------------------------------------------------------- | ----------------------------------------------------------------------- |
| 19-12-1990                                                              | Stoccarda                                                               | Germania                                                                | 4 – 0                                                                   | Svizzera                                                                | Amichevole                                                              | -                                                                       |                                                                         |
| 27-3-1991                                                               | Francoforte sul Meno                                                    | Germania                                                                | 2 – 1                                                                   | Unione Sovietica                                                        | Amichevole                                                              | -                                                                       |                                                                         |
| 1-5-1991                                                                | Hannover                                                                | Germania                                                                | 1 – 0                                                                   | Belgio                                                                  | Qual. Euro 1992                                                         | -                                                                       | 77’                                                                     |
| 5-6-1991                                                                | Cardiff                                                                 | Galles                                                                  | 1 – 0                                                                   | Germania                                                                | Qual. Euro 1992                                                         | -                                                                       |                                                                         |
| 11-9-1991                                                               | Londra                                                                  | Inghilterra                                                             | 0 – 1                                                                   | Germania                                                                | Amichevole                                                              | -                                                                       | 81’                                                                     |
| 25-3-1992                                                               | Torino                                                                  | Italia                                                                  | 1 – 0                                                                   | Germania                                                                | Amichevole                                                              | -                                                                       | 46’                                                                     |
| 22-4-1992                                                               | Praga                                                                   | Cecoslovacchia                                                          | 1 – 1                                                                   | Germania                                                                | Amichevole                                                              | -                                                                       |                                                                         |
| 30-5-1992                                                               | Gelsenkirchen                                                           | Germania                                                                | 1 – 0                                                                   | Turchia                                                                 | Amichevole                                                              | -                                                                       |                                                                         |
| 12-6-1992                                                               | Norrköping                                                              | Comunità degli Stati Indipendenti                                       | 1 – 1                                                                   | Germania                                                                | Euro 1992 - 1º turno                                                    | -                                                                       | 64’                                                                     |
| 15-6-1992                                                               | Norrköping                                                              | Scozia                                                                  | 0 – 2                                                                   | Germania                                                                | Euro 1992 - 1º turno                                                    | -                                                                       |                                                                         |
| 18-6-1992                                                               | Göteborg                                                                | Paesi Bassi                                                             | 3 – 1                                                                   | Germania                                                                | Euro 1992 - 1º turno                                                    | 1                                                                       |                                                                         |
| 21-6-1992                                                               | Stoccolma                                                               | Svezia                                                                  | 2 – 3                                                                   | Germania                                                                | Euro 1992 - Semifinale                                                  | -                                                                       |                                                                         |
| 26-6-1992                                                               | Göteborg                                                                | Danimarca                                                               | 2 – 0                                                                   | Germania                                                                | Euro 1992 - Finale                                                      | -                                                                       |                                                                         |
| 9-9-1992                                                                | Copenaghen                                                              | Danimarca                                                               | 1 – 2                                                                   | Germania                                                                | Amichevole                                                              | -                                                                       | 88’                                                                     |
| 14-10-1992                                                              | Dresda                                                                  | Germania                                                                | 1 – 1                                                                   | Messico                                                                 | Amichevole                                                              | -                                                                       | 46’                                                                     |
| 18-11-1992                                                              | Norimberga                                                              | Germania                                                                | 0 – 0                                                                   | Austria                                                                 | Amichevole                                                              | -                                                                       |                                                                         |
| 16-12-1992                                                              | Porto Alegre                                                            | Brasile                                                                 | 3 – 1                                                                   | Germania                                                                | Amichevole                                                              | -                                                                       |                                                                         |
| 20-12-1992                                                              | Montevideo                                                              | Uruguay                                                                 | 1 – 4                                                                   | Germania                                                                | Amichevole                                                              | 1                                                                       | 77’                                                                     |
| 24-3-1993                                                               | Glasgow                                                                 | Scozia                                                                  | 0 – 1                                                                   | Germania                                                                | Amichevole                                                              | -                                                                       |                                                                         |
| 14-4-1993                                                               | Bochum                                                                  | Germania                                                                | 6 – 1                                                                   | Ghana                                                                   | Amichevole                                                              | 2                                                                       |                                                                         |
| 10-6-1993                                                               | Washington                                                              | Germania                                                                | 3 – 3                                                                   | Brasile                                                                 | U.S. Cup 1993                                                           | 2                                                                       |                                                                         |
| 13-6-1993                                                               | Chicago                                                                 | Stati Uniti                                                             | 3 – 4                                                                   | Germania                                                                | U.S. Cup 1993                                                           | 1                                                                       | 70’                                                                     |
| 19-6-1993                                                               | Detroit                                                                 | Germania                                                                | 2 – 1                                                                   | Inghilterra                                                             | U.S. Cup 1993                                                           | 1                                                                       |                                                                         |
| 13-10-1993                                                              | Karlsruhe                                                               | Germania                                                                | 5 – 0                                                                   | Uruguay                                                                 | Amichevole                                                              | -                                                                       |                                                                         |
| 17-11-1993                                                              | Colonia                                                                 | Germania                                                                | 2 – 1                                                                   | Brasile                                                                 | Amichevole                                                              | -                                                                       | 84’                                                                     |
| 15-12-1993                                                              | Miami                                                                   | Germania                                                                | 1 – 2                                                                   | Argentina                                                               | Amichevole                                                              | -                                                                       | 70’                                                                     |
| 18-12-1993                                                              | Palo Alto                                                               | Stati Uniti                                                             | 0 – 3                                                                   | Germania                                                                | Amichevole                                                              | -                                                                       | 63’                                                                     |
| 22-12-1993                                                              | Città del Messico                                                       | Messico                                                                 | 0 – 0                                                                   | Germania                                                                | Amichevole                                                              | -                                                                       | 71’                                                                     |
| 23-3-1994                                                               | Stoccarda                                                               | Germania                                                                | 2 – 1                                                                   | Italia                                                                  | Amichevole                                                              | 2                                                                       |                                                                         |
| 29-5-1994                                                               | Hannover                                                                | Germania                                                                | 0 – 2                                                                   | Irlanda                                                                 | Amichevole                                                              | -                                                                       |                                                                         |
| 2-6-1994                                                                | Vienna                                                                  | Austria                                                                 | 1 – 5                                                                   | Germania                                                                | Amichevole                                                              | 1                                                                       | 62’                                                                     |
| 8-6-1994                                                                | Toronto                                                                 | Canada                                                                  | 0 – 2                                                                   | Germania                                                                | Amichevole                                                              | -                                                                       | 46’                                                                     |
| 17-6-1994                                                               | Chicago                                                                 | Germania                                                                | 1 – 0                                                                   | Bolivia                                                                 | Mondiali 1994 - 1º turno                                                | 1                                                                       |                                                                         |
| 21-6-1994                                                               | Chicago                                                                 | Germania                                                                | 1 – 1                                                                   | Spagna                                                                  | Mondiali 1994 - 1º turno                                                | 1                                                                       |                                                                         |
| 27-6-1994                                                               | Dallas                                                                  | Germania                                                                | 3 – 2                                                                   | Corea del Sud                                                           | Mondiali 1994 - 1º turno                                                | 2                                                                       |                                                                         |
| 2-7-1994                                                                | Chicago                                                                 | Germania                                                                | 3 – 2                                                                   | Belgio                                                                  | Mondiali 1994 - Ottavi di finale                                        | 1                                                                       | 86’                                                                     |
| 10-7-1994                                                               | New York                                                                | Bulgaria                                                                | 2 – 1                                                                   | Germania                                                                | Mondiali 1994 - Quarti di finale                                        | -                                                                       |                                                                         |
| 7-9-1994                                                                | Mosca                                                                   | Russia                                                                  | 0 – 1                                                                   | Germania                                                                | Amichevole                                                              | -                                                                       |                                                                         |
| 12-10-1994                                                              | Budapest                                                                | Ungheria                                                                | 0 – 0                                                                   | Germania                                                                | Amichevole                                                              | -                                                                       |                                                                         |
| 16-11-1994                                                              | Tirana                                                                  | Albania                                                                 | 1 – 2                                                                   | Germania                                                                | Qual. Euro 1996                                                         | 1                                                                       | cap.                                                                    |
| 14-12-1994                                                              | Chișinău                                                                | Moldavia                                                                | 0 – 3                                                                   | Germania                                                                | Qual. Euro 1996                                                         | 1                                                                       |                                                                         |
| 18-12-1994                                                              | Kaiserslautern                                                          | Germania                                                                | 2 – 1                                                                   | Albania                                                                 | Qual. Euro 1996                                                         | 1                                                                       | cap.                                                                    |
| 22-2-1995                                                               | Jerez de la Frontera                                                    | Spagna                                                                  | 0 – 0                                                                   | Germania                                                                | Amichevole                                                              | -                                                                       | cap.                                                                    |
| 29-3-1995                                                               | Tbilisi                                                                 | Georgia                                                                 | 0 – 2                                                                   | Germania                                                                | Qual. Euro 1996                                                         | 2                                                                       | cap.                                                                    |
| 26-4-1995                                                               | Düsseldorf                                                              | Germania                                                                | 1 – 1                                                                   | Galles                                                                  | Qual. Euro 1996                                                         | -                                                                       | cap.                                                                    |
| 7-6-1995                                                                | Sofia                                                                   | Bulgaria                                                                | 3 – 2                                                                   | Germania                                                                | Qual. Euro 1996                                                         | 1                                                                       | cap.                                                                    |
| 6-9-1995                                                                | Norimberga                                                              | Germania                                                                | 4 – 1                                                                   | Georgia                                                                 | Qual. Euro 1996                                                         | -                                                                       | cap.                                                                    |
| 8-10-1995                                                               | Leverkusen                                                              | Germania                                                                | 6 – 1                                                                   | Moldavia                                                                | Qual. Euro 1996                                                         | -                                                                       | cap.                                                                    |
| 11-10-1995                                                              | Cardiff                                                                 | Galles                                                                  | 1 – 2                                                                   | Germania                                                                | Qual. Euro 1996                                                         | 1                                                                       | cap.                                                                    |
| 15-11-1995                                                              | Berlino                                                                 | Germania                                                                | 3 – 1                                                                   | Bulgaria                                                                | Qual. Euro 1996                                                         | 2                                                                       | cap.                                                                    |
| 15-12-1995                                                              | Johannesburg                                                            | Sudafrica                                                               | 0 – 0                                                                   | Germania                                                                | Amichevole                                                              | -                                                                       | cap.                                                                    |
| 21-2-1996                                                               | Porto                                                                   | Portogallo                                                              | 1 – 2                                                                   | Germania                                                                | Amichevole                                                              | -                                                                       | cap.                                                                    |
| 27-3-1996                                                               | Monaco di Baviera                                                       | Germania                                                                | 2 – 0                                                                   | Danimarca                                                               | Amichevole                                                              | -                                                                       | cap.                                                                    |
| 24-4-1996                                                               | Rotterdam                                                               | Paesi Bassi                                                             | 0 – 1                                                                   | Germania                                                                | Amichevole                                                              | 1                                                                       | cap.                                                                    |
| 29-5-1996                                                               | Belfast                                                                 | Irlanda del Nord                                                        | 1 – 1                                                                   | Germania                                                                | Amichevole                                                              | -                                                                       | cap. 46’                                                                |
| 1-6-1996                                                                | Stoccarda                                                               | Germania                                                                | 0 – 1                                                                   | Francia                                                                 | Amichevole                                                              | -                                                                       | cap.                                                                    |
| 4-6-1996                                                                | Mannheim                                                                | Germania                                                                | 9 – 1                                                                   | Liechtenstein                                                           | Amichevole                                                              | 1                                                                       | 76’                                                                     |
| 16-6-1996                                                               | Manchester                                                              | Russia                                                                  | 0 – 3                                                                   | Germania                                                                | Euro 1996 - 1º turno                                                    | 2                                                                       | cap.                                                                    |
| 19-6-1996                                                               | Manchester                                                              | Italia                                                                  | 0 – 0                                                                   | Germania                                                                | Euro 1996 - 1º turno                                                    | -                                                                       | cap.                                                                    |
| 23-6-1996                                                               | Manchester                                                              | Germania                                                                | 2 – 1                                                                   | Croazia                                                                 | Euro 1996 - Quarti di finale                                            | 1                                                                       | cap. 40’                                                                |
| 30-6-1996                                                               | Londra                                                                  | Rep. Ceca                                                               | 1 – 2 gg                                                                | Germania                                                                | Euro 1996 - Finale                                                      | -                                                                       | cap. 3º titolo                                                          |
| 4-9-1996                                                                | Zabrze                                                                  | Polonia                                                                 | 0 – 2                                                                   | Germania                                                                | Amichevole                                                              | 1                                                                       | cap.                                                                    |
| 9-10-1996                                                               | Erevan                                                                  | Armenia                                                                 | 1 – 5                                                                   | Germania                                                                | Qual. Mondiali 1998                                                     | 1                                                                       | cap.                                                                    |
| 9-11-1996                                                               | Norimberga                                                              | Germania                                                                | 1 – 1                                                                   | Irlanda del Nord                                                        | Qual. Mondiali 1998                                                     | -                                                                       | cap.                                                                    |
| 14-12-1996                                                              | Lisbona                                                                 | Portogallo                                                              | 0 – 0                                                                   | Germania                                                                | Qual. Mondiali 1998                                                     | -                                                                       | cap.                                                                    |
| 26-2-1997                                                               | Tel Aviv                                                                | Israele                                                                 | 0 – 1                                                                   | Germania                                                                | Amichevole                                                              | -                                                                       | cap.                                                                    |
| 2-4-1997                                                                | Granada                                                                 | Albania                                                                 | 2 – 3                                                                   | Germania                                                                | Qual. Mondiali 1998                                                     | -                                                                       | cap.                                                                    |
| 30-4-1997                                                               | Brema                                                                   | Germania                                                                | 2 – 0                                                                   | Ucraina                                                                 | Qual. Mondiali 1998                                                     | -                                                                       | cap.                                                                    |
| 7-6-1997                                                                | Kiev                                                                    | Ucraina                                                                 | 0 – 0                                                                   | Germania                                                                | Qual. Mondiali 1998                                                     | -                                                                       | cap.                                                                    |
| 20-8-1997                                                               | Belfast                                                                 | Irlanda del Nord                                                        | 1 – 3                                                                   | Germania                                                                | Qual. Mondiali 1998                                                     | -                                                                       | cap.                                                                    |
| 6-9-1997                                                                | Berlino                                                                 | Germania                                                                | 1 – 1                                                                   | Portogallo                                                              | Qual. Mondiali 1998                                                     | -                                                                       | cap.                                                                    |
| 10-9-1997                                                               | Dortmund                                                                | Germania                                                                | 4 – 0                                                                   | Armenia                                                                 | Qual. Mondiali 1998                                                     | 2                                                                       | cap.                                                                    |
| 25-3-1998                                                               | Stoccarda                                                               | Germania                                                                | 1 – 2                                                                   | Brasile                                                                 | Amichevole                                                              | -                                                                       | cap. 46’                                                                |
| 30-5-1998                                                               | Francoforte sul Meno                                                    | Germania                                                                | 3 – 1                                                                   | Colombia                                                                | Amichevole                                                              | -                                                                       | 71’                                                                     |
| 5-6-1998                                                                | Mannheim                                                                | Germania                                                                | 7 – 0                                                                   | Lussemburgo                                                             | Amichevole                                                              | 1                                                                       | cap.                                                                    |
| 15-6-1998                                                               | Parigi                                                                  | Germania                                                                | 2 – 0                                                                   | Stati Uniti                                                             | Mondiali 1998 - 1º turno                                                | 1                                                                       | cap.                                                                    |
| 21-6-1998                                                               | Lens                                                                    | Germania                                                                | 2 – 2                                                                   | Jugoslavia                                                              | Mondiali 1998 - 1º turno                                                | -                                                                       | cap.                                                                    |
| 25-6-1998                                                               | Montpellier                                                             | Germania                                                                | 2 – 0                                                                   | Iran                                                                    | Mondiali 1998 - 1º turno                                                | 1                                                                       | cap.                                                                    |
| 29-6-1998                                                               | Montpellier                                                             | Germania                                                                | 2 – 1                                                                   | Messico                                                                 | Mondiali 1998 - Ottavi di finale                                        | 1                                                                       | cap.                                                                    |
| 4-7-1998                                                                | Lione                                                                   | Germania                                                                | 0 – 3                                                                   | Croazia                                                                 | Mondiali 1998 - Quarti di finale                                        | -                                                                       | cap.                                                                    |
| Totale                                                                  |                                                                         | Presenze (9º posto)                                                     | 80                                                                      |                                                                         | Reti (4º posto)                                                         | 38                                                                      |                                                                         |

### Statistiche da allenatore

#### Club
| Stagione            | Squadra         | Campionato      | Campionato | Campionato | Campionato | Campionato | Coppe nazionali | Coppe nazionali | Coppe nazionali | Coppe nazionali | Coppe nazionali | Coppe continentali | Coppe continentali | Coppe continentali | Coppe continentali | Coppe continentali | Altre coppe | Altre coppe | Altre coppe | Altre coppe | Altre coppe | Totale | Totale | Totale | Totale | % Vittorie | Piazz.        |
| Stagione            | Squadra         | Comp            | G          | V          | N          | P          | Comp            | G               | V               | N               | P               | Comp               | G                  | V                  | N                  | P                  | Comp        | G           | V           | N           | P           | G      | V      | N      | P      | %          | Piazz.        |
| ------------------- | --------------- | --------------- | ---------- | ---------- | ---------- | ---------- | --------------- | --------------- | --------------- | --------------- | --------------- | ------------------ | ------------------ | ------------------ | ------------------ | ------------------ | ----------- | ----------- | ----------- | ----------- | ----------- | ------ | ------ | ------ | ------ | ---------- | ------------- |
| 2008-apr. 2009      | Bayern Monaco   | BL              | 29         | 16         | 6          | 7          | CG              | 4               | 3               | 0               | 1               | UCL                | 10                 | 6                  | 3                  | 1                  | -           | -           | -           | -           | -           | 43     | 25     | 9      | 9      | 58,14      | Eson.         |
| nov. 2019-feb. 2020 | Hertha Berlino  | BL              | 9          | 3          | 3          | 3          | CG              | 1               | 0               | 0               | 1               | -                  | -                  | -                  | -                  | -                  | -           | -           | -           | -           | -           | 10     | 3      | 3      | 4      | 30,00      | Sub., Dimiss. |
| Totale carriera     | Totale carriera | Totale carriera | 38         | 19         | 9          | 10         |                 | 5               | 3               | 0               | 2               |                    | 10                 | 6                  | 3                  | 1                  |             | -           | -           | -           | -           | 53     | 28     | 12     | 13     | 52,83      |               |

### Nazionale
Statistiche aggiornate al 16 febbraio 2024.
| Squadra       | Naz                      | dal              | al               | Record | Record | Record | Record | Record | Record | Record | Record     |
| Squadra       | Naz                      | dal              | al               | G      | V      | N      | P      | GF     | GS     | DR     | % Vittorie |
| ------------- | ------------------------ | ---------------- | ---------------- | ------ | ------ | ------ | ------ | ------ | ------ | ------ | ---------- |
| Germania      | Germania (bandiera)      | 26 luglio 2004   | 11 luglio 2006   | 34     | 20     | 8      | 6      | 71     | 43     | +28    | 58,82      |
| Stati Uniti   | Stati Uniti (bandiera)   | 29 luglio 2011   | 21 novembre 2016 | 98     | 55     | 15     | 28     | 180    | 112    | +68    | 56,12      |
| Corea del Sud | Corea del Sud (bandiera) | 27 febbraio 2023 | 16 febbraio 2024 | 17     | 8      | 6      | 3      | 35     | 16     | +19    | 47,06      |
| Totale        | Totale                   | Totale           | Totale           | 149    | 83     | 29     | 37     | 286    | 171    | +115   | 55,70      |

#### Nazionale tedesca nel dettaglio
| 2005             | Germania        | Confederations Cup 2005 | 3º              | 5  | 3  | 1 | 1 | 60,00 | 15 | 11 | +4  |
| Gen.-Lug. 2006   | Germania        | Mondiale 2006           | 3º              | 7  | 5  | 1 | 1 | 71,43 | 14 | 6  | +8  |
| Dal 2004 al 2006 | Germania        | Amichevoli              |                 | 22 | 12 | 6 | 4 | 54,55 | 52 | 26 | +26 |
| Totale Germania  | Totale Germania | Totale Germania         | Totale Germania | 34 | 20 | 8 | 6 | 58,82 | 71 | 43 | +38 |

#### Panchine da commissario tecnico della nazionale tedesca
| Cronologia completa delle presenze e delle reti in nazionale ― Germania | Cronologia completa delle presenze e delle reti in nazionale ― Germania | Cronologia completa delle presenze e delle reti in nazionale ― Germania | Cronologia completa delle presenze e delle reti in nazionale ― Germania | Cronologia completa delle presenze e delle reti in nazionale ― Germania | Cronologia completa delle presenze e delle reti in nazionale ― Germania | Cronologia completa delle presenze e delle reti in nazionale ― Germania            | Cronologia completa delle presenze e delle reti in nazionale ― Germania |
| Data                                                                    | Città                                                                   | In casa                                                                 | Risultato                                                               | Ospiti                                                                  | Competizione                                                            | Reti                                                                               | Note                                                                    |
| ----------------------------------------------------------------------- | ----------------------------------------------------------------------- | ----------------------------------------------------------------------- | ----------------------------------------------------------------------- | ----------------------------------------------------------------------- | ----------------------------------------------------------------------- | ---------------------------------------------------------------------------------- | ----------------------------------------------------------------------- |
| 18-8-2004                                                               | Vienna                                                                  | Austria                                                                 | 1 – 3                                                                   | Germania                                                                | Amichevole                                                              | 3 Kevin Kurányi                                                                    | Cap: M.Ballack                                                          |
| 8-9-2004                                                                | Berlino                                                                 | Germania                                                                | 1 – 1                                                                   | Brasile                                                                 | Amichevole                                                              | Kevin Kurányi                                                                      | Cap: M.Ballack                                                          |
| 9-10-2004                                                               | Teheran                                                                 | Iran                                                                    | 0 – 2                                                                   | Germania                                                                | Amichevole                                                              | Fabian Ernst Thomas Brdarić                                                        | Cap: M.Ballack                                                          |
| 17-11-2004                                                              | Lipsia                                                                  | Germania                                                                | 3 – 0                                                                   | Camerun                                                                 | Amichevole                                                              | Kevin Kurányi 2 Miroslav Klose                                                     | Cap: M.Ballack                                                          |
| 16-12-2004                                                              | Yokohama                                                                | Giappone                                                                | 0 – 3                                                                   | Germania                                                                | Amichevole                                                              | 2 Miroslav Klose Michael Ballack                                                   | Cap: M.Ballack                                                          |
| 19-12-2004                                                              | Pusan                                                                   | Corea del Sud                                                           | 3 – 1                                                                   | Germania                                                                | Amichevole                                                              | Michael Ballack                                                                    | Cap: M.Ballack                                                          |
| 21-12-2004                                                              | Bangkok                                                                 | Thailandia                                                              | 1 – 5                                                                   | Germania                                                                | Amichevole                                                              | 2 Kevin Kurányi 2 Lukas Podolski Gerald Asamoah                                    | Cap: A.Friedrich                                                        |
| 9-2-2005                                                                | Düsseldorf                                                              | Germania                                                                | 2 – 2                                                                   | Argentina                                                               | Amichevole                                                              | Torsten Frings (rig.) Kevin Kurányi                                                | Cap: C.Wörns                                                            |
| 26-3-2005                                                               | Celje                                                                   | Slovenia                                                                | 0 – 1                                                                   | Germania                                                                | Amichevole                                                              | Lukas Podolski                                                                     | Cap: M.Ballack                                                          |
| 4-6-2005                                                                | Belfast                                                                 | Irlanda del Nord                                                        | 1 – 4                                                                   | Germania                                                                | Amichevole                                                              | Gerald Asamoah 2 Michael Ballack 1 (rig.) Lukas Podolski                           | Cap: M.Ballack                                                          |
| 8-6-2005                                                                | Mönchengladbach                                                         | Germania                                                                | 2 – 2                                                                   | Russia                                                                  | Amichevole                                                              | 2 Bastian Schweinsteiger                                                           | Cap: M.Ballack                                                          |
| 15-6-2005                                                               | Francoforte                                                             | Germania                                                                | 4 – 3                                                                   | Australia                                                               | Conf. Cup 2005 - 1º turno                                               | Kevin Kurányi Per Mertesacker Michael Ballack (rig.) Lukas Podolski                | Cap: M.Ballack                                                          |
| 18-6-2005                                                               | Colonia                                                                 | Tunisia                                                                 | 0 – 3                                                                   | Germania                                                                | Conf. Cup 2005 - 1º turno                                               | Michael Ballack (rig.) Bastian Schweinsteiger Mike Hanke                           | Cap: M.Ballack                                                          |
| 21-6-2005                                                               | Norimberga                                                              | Argentina                                                               | 2 – 2                                                                   | Germania                                                                | Conf. Cup 2005 - 1º turno                                               | Kevin Kurányi Gerald Asamoah                                                       | Cap: B.Schneider                                                        |
| 26-6-2005                                                               | Francoforte                                                             | Germania                                                                | 2 – 3                                                                   | Brasile                                                                 | Conf. Cup 2005 - Semifinale                                             | Lukas Podolski Michael Ballack (rig.)                                              | Cap: M.Ballack                                                          |
| 29-6-2005                                                               | Lipsia                                                                  | Germania                                                                | 4 – 3 dts                                                               | Messico                                                                 | Conf. Cup 2005 - Finale 3º-4º Posto                                     | Lukas Podolski Bastian Schweinsteiger Robert Huth Michael Ballack                  | Cap: M.Ballack                                                          |
| 17-8-2005                                                               | Rotterdam                                                               | Paesi Bassi                                                             | 2 – 2                                                                   | Germania                                                                | Amichevole                                                              | Michael Ballack Gerald Asamoah                                                     | Cap: M.Ballack                                                          |
| 3-9-2005                                                                | Bratislava                                                              | Slovacchia                                                              | 2 – 0                                                                   | Germania                                                                | Amichevole                                                              | -                                                                                  | Cap: M.Ballack                                                          |
| 7-9-2005                                                                | Brema                                                                   | Germania                                                                | 4 – 2                                                                   | Sudafrica                                                               | Amichevole                                                              | 3 Lukas Podolski Tim Borowski                                                      | Cap: M.Ballack                                                          |
| 8-10-2005                                                               | Istanbul                                                                | Turchia                                                                 | 2 – 1                                                                   | Germania                                                                | Amichevole                                                              | Oliver Neuville                                                                    | Cap: O.Kahn                                                             |
| 12-10-2005                                                              | Amburgo                                                                 | Germania                                                                | 1 – 0                                                                   | Cina                                                                    | Amichevole                                                              | Torsten Frings (rig.)                                                              | Cap: O.Kahn                                                             |
| 12-11-2005                                                              | Saint Denis                                                             | Francia                                                                 | 0 – 0                                                                   | Germania                                                                | Amichevole                                                              | -                                                                                  | Cap: M.Ballack                                                          |
| 1-3-2006                                                                | Firenze                                                                 | Italia                                                                  | 4 – 1                                                                   | Germania                                                                | Amichevole                                                              | Robert Huth                                                                        | Cap: M.Ballack                                                          |
| 22-3-2006                                                               | Dortmund                                                                | Germania                                                                | 4 – 1                                                                   | Stati Uniti                                                             | Amichevole                                                              | Bastian Schweinsteiger Oliver Neuville Miroslav Klose Michael Ballack              | Cap: M.Ballack                                                          |
| 27-5-2006                                                               | Friburgo                                                                | Germania                                                                | 7 – 0                                                                   | Lussemburgo                                                             | Amichevole                                                              | 2 Miroslav Klose 2 Lukas Podolski 1 (rig.) 2 Oliver Neuville Torsten Frings (rig.) | Cap: B.Schneider                                                        |
| 30-5-2006                                                               | Leverkusen                                                              | Germania                                                                | 2 – 2                                                                   | Giappone                                                                | Amichevole                                                              | Miroslav Klose Bastian Schweinsteiger                                              | Cap: M.Ballack                                                          |
| 2-6-2006                                                                | Mönchengladbach                                                         | Germania                                                                | 3 – 0                                                                   | Colombia                                                                | Amichevole                                                              | Michael Ballack Bastian Schweinsteiger Tim Borowski                                | Cap: M.Ballack                                                          |
| 9-6-2006                                                                | Monaco di Baviera                                                       | Germania                                                                | 4 – 2                                                                   | Costa Rica                                                              | Mondiali 2006 - 1º turno                                                | Philipp Lahm 2 Miroslav Klose Torsten Frings                                       | Cap: B.Schneider                                                        |
| 14-6-2006                                                               | Dortmund                                                                | Germania                                                                | 1 – 0                                                                   | Polonia                                                                 | Mondiali 2006 - 1º turno                                                | Oliver Neuville                                                                    | Cap: M.Ballack                                                          |
| 20-6-2006                                                               | Berlino                                                                 | Ecuador                                                                 | 0 – 3                                                                   | Germania                                                                | Mondiali 2006 - 1º turno                                                | 2 Miroslav Klose Bastian Schweinsteiger                                            | Cap: M.Ballack                                                          |
| 24-6-2006                                                               | Monaco di Baviera                                                       | Germania                                                                | 2 – 0                                                                   | Svezia                                                                  | Mondiali 2006 - Ottavi di finale                                        | 2 Lukas Podolski                                                                   | Cap: M.Ballack                                                          |
| 30-6-2006                                                               | Berlino                                                                 | Germania                                                                | 1 – 1 dts (4 - 2 dtr)                                                   | Argentina                                                               | Mondiali 2006 - Quarti di finale                                        | Miroslav Klose                                                                     | Cap: M.Ballack                                                          |
| 4-7-2006                                                                | Dortmund                                                                | Germania                                                                | 0 – 2                                                                   | Italia                                                                  | Mondiali 2006 - Semifinale                                              | -                                                                                  | Cap: M.Ballack                                                          |
| 8-7-2006                                                                | Stoccarda                                                               | Germania                                                                | 3 – 1                                                                   | Portogallo                                                              | Mondiali 2006 - Finale 3º-4º posto                                      | 2 Bastian Schweinsteiger autorete                                                  | Cap: O.Kahn                                                             |
| Totale                                                                  |                                                                         | Presenze                                                                | 34                                                                      |                                                                         | Reti                                                                    | 71                                                                                 |                                                                         |

#### Nazionale statunitense nel dettaglio
| 2012               | Stati Uniti        | Qual. Mondiale 2014     | 1º nel Gruppo CONCACAF, qualificato | 6  | 4  | 1  | 1  | 66,67   | 11  | 6   | +5  |
| 2013               | Stati Uniti        | Qual. Mondiale 2014     | 1º nel Gruppo CONCACAF, qualificato | 10 | 7  | 1  | 2  | 70,00   | 15  | 8   | +7  |
| Lug. 2013          | Stati Uniti        | Gold Cup 2013           | Vincitore                           | 6  | 6  | 0  | 0  | 100,00& | 20  | 4   | +16 |
| Giu.-Lug. 2014     | Stati Uniti        | Mondiale 2014           | Ottavi di finale                    | 4  | 1  | 1  | 2  | 25,00   | 5   | 6   | -1  |
| Lug. 2015          | Stati Uniti        | Gold Cup 2015           | 4º                                  | 6  | 3  | 2  | 1  | 50,00   | 12  | 5   | +7  |
| 2015               | Stati Uniti        | Qual. Mondiale 2018     |                                     | 2  | 1  | 1  | 0  | 50,00   | 6   | 1   | +5  |
| Giu. 2016          | Stati Uniti        | Copa América Centenario | 4º                                  | 6  | 3  | 0  | 3  | 50,00   | 7   | 8   | -1  |
| 2016               | Stati Uniti        | Qual. Mondiale 2018     | Esonerato                           | 6  | 3  | 0  | 3  | 50,00   | 15  | 8   | +7  |
| Dal 2011 al 2016   | Stati Uniti        | Amichevoli              |                                     | 51 | 26 | 9  | 16 | 50,98   | 87  | 67  | +20 |
| Totale Stati Uniti | Totale Stati Uniti | Totale Stati Uniti      | Totale Stati Uniti                  | 98 | 55 | 15 | 28 | 56,12   | 180 | 112 | +68 |

#### Panchine da commissario tecnico della nazionale statunitense
| Cronologia completa delle presenze e delle reti in nazionale ― Stati Uniti | Cronologia completa delle presenze e delle reti in nazionale ― Stati Uniti | Cronologia completa delle presenze e delle reti in nazionale ― Stati Uniti | Cronologia completa delle presenze e delle reti in nazionale ― Stati Uniti | Cronologia completa delle presenze e delle reti in nazionale ― Stati Uniti | Cronologia completa delle presenze e delle reti in nazionale ― Stati Uniti | Cronologia completa delle presenze e delle reti in nazionale ― Stati Uniti                   | Cronologia completa delle presenze e delle reti in nazionale ― Stati Uniti |
| Data                                                                       | Città                                                                      | In casa                                                                    | Risultato                                                                  | Ospiti                                                                     | Competizione                                                               | Reti                                                                                         | Note                                                                       |
| -------------------------------------------------------------------------- | -------------------------------------------------------------------------- | -------------------------------------------------------------------------- | -------------------------------------------------------------------------- | -------------------------------------------------------------------------- | -------------------------------------------------------------------------- | -------------------------------------------------------------------------------------------- | -------------------------------------------------------------------------- |
| 11-8-2011                                                                  | Filadelfia                                                                 | Stati Uniti                                                                | 1 – 1                                                                      | Messico                                                                    | Amichevole                                                                 | Robbie Rogers                                                                                | Cap: C.Bocanegra                                                           |
| 3-9-2011                                                                   | Carson                                                                     | Stati Uniti                                                                | 0 – 1                                                                      | Costa Rica                                                                 | Amichevole                                                                 | -                                                                                            | Cap: C.Bocanegra                                                           |
| 6-9-2011                                                                   | Bruxelles                                                                  | Belgio                                                                     | 1 – 0                                                                      | Stati Uniti                                                                | Amichevole                                                                 | -                                                                                            | Cap: C.Dempsey                                                             |
| 9-10-2011                                                                  | East Rutherford                                                            | Stati Uniti                                                                | 1 – 0                                                                      | Honduras                                                                   | Amichevole                                                                 | Clint Dempsey                                                                                | Cap: C.Bocanegra                                                           |
| 12-10-2011                                                                 | Harrison                                                                   | Stati Uniti                                                                | 0 – 1                                                                      | Ecuador                                                                    | Amichevole                                                                 | -                                                                                            | Cap: C.Bocanegra                                                           |
| 11-11-2011                                                                 | Saint Denis                                                                | Francia                                                                    | 1 – 0                                                                      | Stati Uniti                                                                | Amichevole                                                                 | -                                                                                            | Cap: C.Bocanegra                                                           |
| 15-11-2011                                                                 | Lubiana                                                                    | Slovenia                                                                   | 2 – 3                                                                      | Stati Uniti                                                                | Amichevole                                                                 | Edson Buddle Clint Dempsey Jozy Altidore (rig.)                                              | Cap: C.Bocanegra                                                           |
| 22-1-2012                                                                  | Glendale                                                                   | Stati Uniti                                                                | 1 – 0                                                                      | Venezuela                                                                  | Amichevole                                                                 | Ricardo Clark                                                                                | Cap: J.Jones                                                               |
| 26-1-2012                                                                  | Panama                                                                     | Panama                                                                     | 0 – 1                                                                      | Stati Uniti                                                                | Amichevole                                                                 | Graham Zusi                                                                                  | Cap: J.Jones                                                               |
| 29-2-2012                                                                  | Genova                                                                     | Italia                                                                     | 0 – 1                                                                      | Stati Uniti                                                                | Amichevole                                                                 | Clint Dempsey                                                                                | Cap: C.Bocanegra                                                           |
| 27-5-2012                                                                  | Jacksonville                                                               | Stati Uniti                                                                | 5 – 1                                                                      | Scozia                                                                     | Amichevole                                                                 | 3 Landon Donovan Michael Bradley Jermaine Jones                                              | Cap: C.Bocanegra                                                           |
| 31-5-2012                                                                  | East Rutherford                                                            | Stati Uniti                                                                | 1 – 4                                                                      | Brasile                                                                    | Amichevole                                                                 | Hérculez Gómez                                                                               | Cap: C.Bocanegra                                                           |
| 4-6-2012                                                                   | Toronto                                                                    | Canada                                                                     | 0 – 0                                                                      | Stati Uniti                                                                | Amichevole                                                                 | -                                                                                            | Cap: C.Bocanegra                                                           |
| 9-6-2012                                                                   | East Rutherford                                                            | Stati Uniti                                                                | 3 – 1                                                                      | Antigua e Barbuda                                                          | Qual. Mondiali 2014                                                        | Carlos Bocanegra Clint Dempsey (rig.) Hérculez Gómez                                         | Cap: C.Bocanegra                                                           |
| 13-6-2012                                                                  | Città del Guatemala                                                        | Guatemala                                                                  | 1 – 1                                                                      | Stati Uniti                                                                | Qual. Mondiali 2014                                                        | Clint Dempsey                                                                                | Cap: C.Bocanegra                                                           |
| 16-8-2012                                                                  | Città del Messico                                                          | Messico                                                                    | 0 – 1                                                                      | Stati Uniti                                                                | Amichevole                                                                 | Michael Orozco                                                                               | Cap: T.Howard                                                              |
| 8-9-2012                                                                   | Kingston                                                                   | Giamaica                                                                   | 2 – 1                                                                      | Stati Uniti                                                                | Qual. Mondiali 2014                                                        | Clint Dempsey                                                                                | Cap: T.Howard                                                              |
| 12-9-2012                                                                  | Columbus                                                                   | Stati Uniti                                                                | 1 – 0                                                                      | Giamaica                                                                   | Qual. Mondiali 2014                                                        | Hérculez Gómez                                                                               | Cap: C.Bocanegra                                                           |
| 13-10-2012                                                                 | Antigua e Barbuda                                                          | Antigua e Barbuda                                                          | 1 – 2                                                                      | Stati Uniti                                                                | Qual. Mondiali 2014                                                        | 2 Eddie Johnson                                                                              | Cap: C.Bocanegra                                                           |
| 16-10-2012                                                                 | Kansas City                                                                | Stati Uniti                                                                | 3 – 1                                                                      | Guatemala                                                                  | Qual. Mondiali 2014                                                        | 2 Clint Dempsey Carlos Bocanegra                                                             | Cap: C.Bocanegra                                                           |
| 14-11-2012                                                                 | Krasnodar                                                                  | Russia                                                                     | 2 – 2                                                                      | Stati Uniti                                                                | Amichevole                                                                 | Michael Bradley Mix Diskerud                                                                 | Cap: C.Bocanegra                                                           |
| 29-1-2013                                                                  | Houston                                                                    | Stati Uniti                                                                | 0 – 0                                                                      | Canada                                                                     | Amichevole                                                                 | -                                                                                            | Cap: K.Beckerman                                                           |
| 6-2-2013                                                                   | San Pedro Sula                                                             | Honduras                                                                   | 2 – 1                                                                      | Stati Uniti                                                                | Qual. Mondiali 2014                                                        | Clint Dempsey                                                                                | Cap: T.Howard                                                              |
| 23-3-2013                                                                  | Colorado                                                                   | Stati Uniti                                                                | 1 – 0                                                                      | Costa Rica                                                                 | Qual. Mondiali 2014                                                        | Clint Dempsey                                                                                | Cap: C.Dempsey                                                             |
| 27-3-2013                                                                  | Città del Messico                                                          | Messico                                                                    | 0 – 0                                                                      | Stati Uniti                                                                | Qual. Mondiali 2014                                                        | -                                                                                            | Cap: C.Dempsey                                                             |
| 29-5-2013                                                                  | East Rutherford                                                            | Stati Uniti                                                                | 2 – 4                                                                      | Belgio                                                                     | Amichevole                                                                 | Geoff Cameron Clint Dempsey (rig.)                                                           | Cap: C.Dempsey                                                             |
| 2-6-2013                                                                   | Washington                                                                 | Stati Uniti                                                                | 4 – 3                                                                      | Germania                                                                   | Amichevole                                                                 | Jozy Altidore autorete 2 Clint Dempsey                                                       | Cap: C.Dempsey                                                             |
| 8-6-2013                                                                   | Kingston                                                                   | Giamaica                                                                   | 1 – 2                                                                      | Stati Uniti                                                                | Qual. Mondiali 2014                                                        | Jozy Altidore Brad Evans                                                                     | Cap: C.Dempsey                                                             |
| 12-6-2013                                                                  | Seattle                                                                    | Stati Uniti                                                                | 2 – 0                                                                      | Panama                                                                     | Qual. Mondiali 2014                                                        | Jozy Altidore Eddie Johnson                                                                  | Cap: C.Dempsey                                                             |
| 19-6-2013                                                                  | Sandy                                                                      | Stati Uniti                                                                | 1 – 0                                                                      | Honduras                                                                   | Qual. Mondiali 2014                                                        | Jozy Altidore                                                                                | Cap: J.Jones                                                               |
| 6-7-2013                                                                   | San Diego                                                                  | Stati Uniti                                                                | 6 – 0                                                                      | Guatemala                                                                  | Amichevole                                                                 | Hérculez Gómez 2 Landon Donovan 1 (rig.) Chris Wondolowski Clarence Goodson Alejandro Bedoya | Cap: D.M.Beasley                                                           |
| 10-7-2013                                                                  | Portland                                                                   | Belize                                                                     | 1 – 6                                                                      | Stati Uniti                                                                | Gold Cup 2013 - 1º turno                                                   | 3 Chris Wondolowski Stuart Holden Michael Orozco Landon Donovan (rig.)                       | Cap: D.M.Beasley                                                           |
| 13-7-2013                                                                  | Atlanta                                                                    | Stati Uniti                                                                | 4 – 1                                                                      | Cuba                                                                       | Gold Cup 2013 - 1º turno                                                   | Landon Donovan (rig.) Joe Corona 2 Chris Wondolowski                                         | Cap: O.Onyewu                                                              |
| 17-7-2013                                                                  | East Rutherford                                                            | Stati Uniti                                                                | 1 – 0                                                                      | Costa Rica                                                                 | Gold Cup 2013 - 1º turno                                                   | Brek Shea                                                                                    | Cap: D.M.Beasley                                                           |
| 21-7-2013                                                                  | Baltimora                                                                  | Stati Uniti                                                                | 5 – 1                                                                      | El Salvador                                                                | Gold Cup 2013 - Quarti di finale                                           | Clarence Goodson Joe Corona Eddie Johnson Landon Donovan Mix Diskerud                        | Cap: D.M.Beasley                                                           |
| 25-7-2013                                                                  | Salt Lake City                                                             | Stati Uniti                                                                | 3 – 1                                                                      | Honduras                                                                   | Gold Cup 2013 - Semifinale                                                 | Eddie Johnson 2 Landon Donovan                                                               | Cap: D.M.Beasley                                                           |
| 28-7-2013                                                                  | Chicago                                                                    | Stati Uniti                                                                | 1 – 0                                                                      | Panama                                                                     | Gold Cup 2013 - Finale                                                     | Brek Shea                                                                                    | Cap: D.M.Beasley                                                           |
| 14-8-2013                                                                  | Sarajevo                                                                   | Bosnia ed Erzegovina                                                       | 3 – 4                                                                      | Stati Uniti                                                                | Amichevole                                                                 | Eddie Johnson 3 Jozy Altidore                                                                | Cap: T.Howard                                                              |
| 7-9-2013                                                                   | San José                                                                   | Costa Rica                                                                 | 3 – 1                                                                      | Stati Uniti                                                                | Qual. Mondiali 2014                                                        | Clint Dempsey (rig.)                                                                         | Cap: C.Dempsey                                                             |
| 11-9-2013                                                                  | Columbus                                                                   | Stati Uniti                                                                | 2 – 0                                                                      | Messico                                                                    | Qual. Mondiali 2014                                                        | Eddie Johnson Landon Donovan                                                                 | Cap: C.Dempsey                                                             |
| 11-10-2013                                                                 | Kansas City                                                                | Stati Uniti                                                                | 2 – 0                                                                      | Giamaica                                                                   | Qual. Mondiali 2014                                                        | Graham Zusi Jozy Altidore                                                                    | Cap: T.Howard                                                              |
| 16-10-2013                                                                 | Panama                                                                     | Panama                                                                     | 2 – 3                                                                      | Stati Uniti                                                                | Qual. Mondiali 2014                                                        | Michael Orozco Graham Zusi Aron Jóhannsson                                                   | Cap: J.Altidore                                                            |
| 15-11-2013                                                                 | Glasgow                                                                    | Scozia                                                                     | 0 – 0                                                                      | Stati Uniti                                                                | Amichevole                                                                 | -                                                                                            | Cap: T.Howard                                                              |
| 19-11-2013                                                                 | Vienna                                                                     | Austria                                                                    | 1 – 0                                                                      | Stati Uniti                                                                | Amichevole                                                                 | -                                                                                            | Cap: T.Howard                                                              |
| 1-2-2014                                                                   | Boston                                                                     | Stati Uniti                                                                | 2 – 0                                                                      | Corea del Sud                                                              | Amichevole                                                                 | 2 Chris Wondolowski                                                                          | Cap: L.Donovan                                                             |
| 5-3-2014                                                                   | Larnaka                                                                    | Ucraina                                                                    | 2 – 0                                                                      | Stati Uniti                                                                | Amichevole                                                                 | -                                                                                            | Cap: C.Dempsey                                                             |
| 3-4-2014                                                                   | Glendale                                                                   | Stati Uniti                                                                | 2 – 2                                                                      | Messico                                                                    | Amichevole                                                                 | Michael Bradley Chris Wondolowski                                                            | Cap: C.Dempsey                                                             |
| 28-5-2014                                                                  | San Francisco                                                              | Stati Uniti                                                                | 2 – 0                                                                      | Azerbaigian                                                                | Amichevole                                                                 | Mix Diskerud Aron Jóhannsson                                                                 | Cap: T.Howard                                                              |
| 1-6-2014                                                                   | Harrison                                                                   | Stati Uniti                                                                | 2 – 1                                                                      | Turchia                                                                    | Amichevole                                                                 | Fabian Johnson Clint Dempsey                                                                 | Cap: C.Dempsey                                                             |
| 8-6-2014                                                                   | Jacksonville                                                               | Stati Uniti                                                                | 2 – 1                                                                      | Nigeria                                                                    | Amichevole                                                                 | 2 Jozy Altidore                                                                              | Cap: C.Dempsey                                                             |
| 17-6-2014                                                                  | Natal                                                                      | Ghana                                                                      | 1 – 2                                                                      | Stati Uniti                                                                | Mondiali 2014 - 1º turno                                                   | Clint Dempsey John Brooks                                                                    | Cap: C.Dempsey                                                             |
| 23-6-2014                                                                  | Manaus                                                                     | Stati Uniti                                                                | 2 – 2                                                                      | Portogallo                                                                 | Mondiali 2014 - 1º turno                                                   | Jermaine Jones Clint Dempsey                                                                 | Cap: C.Dempsey                                                             |
| 26-6-2014                                                                  | Recife                                                                     | Stati Uniti                                                                | 0 – 1                                                                      | Germania                                                                   | Mondiali 2014 - 1º turno                                                   | -                                                                                            | Cap: C.Dempsey                                                             |
| 1-7-2014                                                                   | Salvador                                                                   | Belgio                                                                     | 2 – 1 dts                                                                  | Stati Uniti                                                                | Mondiali 2014 - Ottavi di finale                                           | Julian Green                                                                                 | Cap: C.Dempsey                                                             |
| 3-9-2014                                                                   | Praga                                                                      | Rep. Ceca                                                                  | 0 – 1                                                                      | Stati Uniti                                                                | Amichevole                                                                 | Alejandro Bedoya                                                                             | Cap: J.Altidore                                                            |
| 11-10-2014                                                                 | Fort Lauderdale                                                            | Stati Uniti                                                                | 1 – 1                                                                      | Ecuador                                                                    | Amichevole                                                                 | Mix Diskerud                                                                                 | Cap: L.Donovan                                                             |
| 15-11-2014                                                                 | Boca Raton                                                                 | Stati Uniti                                                                | 1 – 1                                                                      | Honduras                                                                   | Amichevole                                                                 | Jozy Altidore                                                                                | Cap: C.Dempsey                                                             |
| 14-11-2014                                                                 | Londra                                                                     | Colombia                                                                   | 2 – 1                                                                      | Stati Uniti                                                                | Amichevole                                                                 | Jozy Altidore (rig.)                                                                         | Cap: J.Altidore                                                            |
| 18-11-2014                                                                 | Dublino                                                                    | Irlanda                                                                    | 4 – 1                                                                      | Stati Uniti                                                                | Amichevole                                                                 | Mix Diskerud                                                                                 | Cap: J.Altidore                                                            |
| 28-1-2015                                                                  | Rancagua                                                                   | Cile                                                                       | 3 – 2                                                                      | Stati Uniti                                                                | Amichevole                                                                 | Brek Shea Jozy Altidore                                                                      | Cap: C.Dempsey                                                             |
| 8-2-2015                                                                   | Carson                                                                     | Stati Uniti                                                                | 2 – 0                                                                      | Panama                                                                     | Amichevole                                                                 | Michael Bradley Clint Dempsey                                                                | Cap: C.Dempsey                                                             |
| 25-3-2015                                                                  | Århus                                                                      | Danimarca                                                                  | 3 – 2                                                                      | Stati Uniti                                                                | Amichevole                                                                 | Jozy Altidore Aron Jóhannsson                                                                | Cap: M.Bradley                                                             |
| 31-3-2015                                                                  | Zurigo                                                                     | Svizzera                                                                   | 1 – 1                                                                      | Stati Uniti                                                                | Amichevole                                                                 | Brek Shea                                                                                    | Cap: M.Bradley                                                             |
| 15-4-2015                                                                  | San Antonio                                                                | Stati Uniti                                                                | 2 – 0                                                                      | Messico                                                                    | Amichevole                                                                 | Jordan Morris Juan Agudelo                                                                   | Cap: M.Bradley                                                             |
| 5-6-2015                                                                   | Amsterdam                                                                  | Paesi Bassi                                                                | 3 – 4                                                                      | Stati Uniti                                                                | Amichevole                                                                 | Gyasi Zardes John Brooks Danny Williams Bobby Wood                                           | Cap: M.Bradley                                                             |
| 10-6-2015                                                                  | Colonia                                                                    | Germania                                                                   | 1 – 2                                                                      | Stati Uniti                                                                | Amichevole                                                                 | Mix Diskerud Bobby Wood                                                                      | Cap: M.Bradley                                                             |
| 4-7-2015                                                                   | Nashville                                                                  | Stati Uniti                                                                | 4 – 0                                                                      | Guatemala                                                                  | Amichevole                                                                 | autorete Timothy Chandler Clint Dempsey (rig.) Chris Wondolowski                             | Cap: M.Bradley                                                             |
| 8-7-2015                                                                   | Frisco                                                                     | Stati Uniti                                                                | 2 – 1                                                                      | Honduras                                                                   | Gold Cup 2015 - 1º turno                                                   | 2 Clint Dempsey                                                                              | Cap: M.Bradley                                                             |
| 11-7-2015                                                                  | Foxborough                                                                 | Stati Uniti                                                                | 1 – 0                                                                      | Haiti                                                                      | Gold Cup 2015 - 1º turno                                                   | Clint Dempsey                                                                                | Cap: M.Bradley                                                             |
| 14-7-2015                                                                  | Kansas City                                                                | Panama                                                                     | 1 – 1                                                                      | Stati Uniti                                                                | Gold Cup 2015 - 1º turno                                                   | Michael Bradley                                                                              | Cap: M.Bradley                                                             |
| 18-7-2015                                                                  | Baltimora                                                                  | Stati Uniti                                                                | 6 – 0                                                                      | Cuba                                                                       | Gold Cup 2015 - Quarti di finale                                           | 3 Clint Dempsey 1 (rig.) Gyasi Zardes Aron Jóhannsson Omar González                          | Cap: M.Bradley                                                             |
| 23-7-2015                                                                  | Atlanta                                                                    | Stati Uniti                                                                | 1 – 2                                                                      | Giamaica                                                                   | Gold Cup 2015 - Semifinale                                                 | Michael Bradley                                                                              | Cap: M.Bradley                                                             |
| 25-7-2015                                                                  | Filadelfia                                                                 | Stati Uniti                                                                | 1 – 1 (2 - 3 dtr)                                                          | Panama                                                                     | Gold Cup 2015 - Finale 3º-4º posto                                         | Clint Dempsey                                                                                | Cap: M.Bradley                                                             |
| 5-9-2015                                                                   | Washington                                                                 | Stati Uniti                                                                | 2 – 1                                                                      | Perù                                                                       | Amichevole                                                                 | 2 Jozy Altidore                                                                              | Cap: J.Jones                                                               |
| 9-9-2015                                                                   | Foxborough                                                                 | Stati Uniti                                                                | 1 – 4                                                                      | Brasile                                                                    | Amichevole                                                                 | Danny Williams                                                                               | Cap: M.Bradley                                                             |
| 10-10-2015                                                                 | Pasadena                                                                   | Stati Uniti                                                                | 2 – 3                                                                      | Messico                                                                    | Amichevole                                                                 | Geoff Cameron Bobby Wood                                                                     | Cap: M.Bradley                                                             |
| 14-10-2015                                                                 | Harrison                                                                   | Stati Uniti                                                                | 0 – 1                                                                      | Costa Rica                                                                 | Amichevole                                                                 | -                                                                                            |                                                                            |
| 14-11-2015                                                                 | Saint Louis                                                                | Stati Uniti                                                                | 6 – 1                                                                      | Saint Vincent e Grenadine                                                  | Qual. Mondiali 2018                                                        | 2 Jozy Altidore Bobby Wood Fabian Johnson Geoff Cameron Gyasi Zardes                         | Cap: M.Bradley                                                             |
| 18-11-2015                                                                 | Port of Spain                                                              | Trinidad e Tobago                                                          | 0 – 0                                                                      | Stati Uniti                                                                | Qual. Mondiali 2018                                                        | -                                                                                            | Cap: M.Bradley                                                             |
| 31-1-2016                                                                  | Carson                                                                     | Stati Uniti                                                                | 3 – 2                                                                      | Islanda                                                                    | Amichevole                                                                 | Jozy Altidore Michael Orozco Steven Birnbaum                                                 | Cap: M.Bradley                                                             |
| 5-2-2016                                                                   | Carson                                                                     | Stati Uniti                                                                | 1 – 0                                                                      | Canada                                                                     | Amichevole                                                                 | Jozy Altidore                                                                                | Cap: M.Bradley                                                             |
| 23-6-2016                                                                  | Guatemala City                                                             | Guatemala                                                                  | 2 – 0                                                                      | Stati Uniti                                                                | Qual. Mondiali 2018                                                        | -                                                                                            | Cap: M.Bradley                                                             |
| 30-6-2016                                                                  | Columbus                                                                   | Stati Uniti                                                                | 4 – 0                                                                      | Guatemala                                                                  | Qual. Mondiali 2018                                                        | Clint Dempsey Geoff Cameron Graham Zusi Jozy Altidore                                        | Cap: M.Bradley                                                             |
| 22-5-2016                                                                  | Bayamón                                                                    | Porto Rico                                                                 | 1 – 3                                                                      | Stati Uniti                                                                | Amichevole                                                                 | Tim Ream Bobby Wood Paul Arriola                                                             | Cap: A.Bedoya                                                              |
| 26-5-2016                                                                  | Frisco                                                                     | Stati Uniti                                                                | 1 – 0                                                                      | Ecuador                                                                    | Amichevole                                                                 | Darlington Nagbe                                                                             | Cap: M.Bradley                                                             |
| 29-5-2016                                                                  | Kansas City                                                                | Stati Uniti                                                                | 4 – 0                                                                      | Bolivia                                                                    | Amichevole                                                                 | 2 Gyasi Zardes John Brooks Christian Pulisic                                                 | Cap: M.Bradley                                                             |
| 4-6-2016                                                                   | Santa Clara                                                                | Stati Uniti                                                                | 0 – 2                                                                      | Colombia                                                                   | Coppa America Centenario - 1º turno                                        | -                                                                                            | Cap: M.Bradley                                                             |
| 8-6-2016                                                                   | Chicago                                                                    | Stati Uniti                                                                | 4 – 0                                                                      | Costa Rica                                                                 | Coppa America Centenario - 1º turno                                        | Clint Dempsey (rig.) Jermaine Jones Bobby Wood Graham Zusi                                   | Cap: M.Bradley                                                             |
| 12-6-2016                                                                  | Filadelfia                                                                 | Stati Uniti                                                                | 1 – 0                                                                      | Paraguay                                                                   | Coppa America Centenario - 1º turno                                        | Clint Dempsey                                                                                | Cap: M.Bradley                                                             |
| 17-6-2016                                                                  | Seattle                                                                    | Stati Uniti                                                                | 2 – 1                                                                      | Ecuador                                                                    | Coppa America Centenario - Quarti di finale                                | Clint Dempsey Gyasi Zardes                                                                   | Cap: M.Bradley                                                             |
| 22-6-2016                                                                  | Houston                                                                    | Stati Uniti                                                                | 0 – 4                                                                      | Argentina                                                                  | Coppa America Centenario - Semifinale                                      | -                                                                                            | Cap: M.Bradley                                                             |
| 26-6-2016                                                                  | Glendale                                                                   | Stati Uniti                                                                | 0 – 1                                                                      | Colombia                                                                   | Coppa America Centenario - Finale 3º-4º posto                              | -                                                                                            | Cap: M.Bradley                                                             |
| 2-9-2016                                                                   | Kingstown                                                                  | Saint Vincent e Grenadine                                                  | 0 – 6                                                                      | Stati Uniti                                                                | Qual. Mondiali 2018                                                        | 2 Christian Pulisic Bobby Wood Matt Besler Jozy Altidore (rig.) Sacha Kljestan               | Cap: J.Altidore                                                            |
| 7-9-2016                                                                   | Jacksonville                                                               | Stati Uniti                                                                | 4 – 0                                                                      | Trinidad e Tobago                                                          | Qual. Mondiali 2018                                                        | Sacha Kljestan 2 Jozy Altidore Paul Arriola                                                  | Cap: M.Bradley                                                             |
| 7-10-2016                                                                  | L'Avana                                                                    | Cuba                                                                       | 0 – 2                                                                      | Stati Uniti                                                                | Amichevole                                                                 | Chris Wondolowski Julian Green                                                               | Cap: M.Bradley                                                             |
| 12-10-2016                                                                 | Washington                                                                 | Stati Uniti                                                                | 1 – 1                                                                      | Nuova Zelanda                                                              | Amichevole                                                                 | Julian Green                                                                                 | Cap: M.Bradley                                                             |
| 12-11-2016                                                                 | Columbus                                                                   | Stati Uniti                                                                | 1 – 2                                                                      | Messico                                                                    | Qual. Mondiali 2018                                                        | Bobby Wood                                                                                   | Cap: M.Bradley                                                             |
| 16-11-2016                                                                 | San José                                                                   | Costa Rica                                                                 | 4 – 0                                                                      | Stati Uniti                                                                | Qual. Mondiali 2018                                                        | -                                                                                            | Cap: M.Bradley                                                             |
| Totale                                                                     |                                                                            | Presenze                                                                   | 98                                                                         |                                                                            | Reti                                                                       | 180                                                                                          |                                                                            |

#### Nazionale sudcoreana nel dettaglio
| 2023                 | Corea del Sud        | Qual. Mondiali 2026  | Esonerato durante la fase' | 2  | 2 | 0 | 0 | 100,00& | 8  | 0  | +8  |
| gen.-feb. 2024       | Corea del Sud        | Coppa d'Asia 2023    | Semifinale                 | 6  | 2 | 3 | 1 | 33,33   | 11 | 10 | +1  |
| Dal 2023 al 2024     | Corea del Sud        | Amichevoli           |                            | 9  | 4 | 3 | 2 | 44,44   | 16 | 6  | +10 |
| Totale Corea del Sud | Totale Corea del Sud | Totale Corea del Sud | Totale Corea del Sud       | 17 | 8 | 6 | 3 | 47,06   | 35 | 16 | +19 |

#### Panchine da commissario tecnico della nazionale sudcoreana
| Cronologia completa delle presenze e delle reti in nazionale ― Corea del Sud | Cronologia completa delle presenze e delle reti in nazionale ― Corea del Sud | Cronologia completa delle presenze e delle reti in nazionale ― Corea del Sud | Cronologia completa delle presenze e delle reti in nazionale ― Corea del Sud | Cronologia completa delle presenze e delle reti in nazionale ― Corea del Sud | Cronologia completa delle presenze e delle reti in nazionale ― Corea del Sud | Cronologia completa delle presenze e delle reti in nazionale ― Corea del Sud  | Cronologia completa delle presenze e delle reti in nazionale ― Corea del Sud |
| Data                                                                         | Città                                                                        | In casa                                                                      | Risultato                                                                    | Ospiti                                                                       | Competizione                                                                 | Reti                                                                          | Note                                                                         |
| ---------------------------------------------------------------------------- | ---------------------------------------------------------------------------- | ---------------------------------------------------------------------------- | ---------------------------------------------------------------------------- | ---------------------------------------------------------------------------- | ---------------------------------------------------------------------------- | ----------------------------------------------------------------------------- | ---------------------------------------------------------------------------- |
| 24-3-2023                                                                    | Ulsan                                                                        | Corea del Sud                                                                | 2 – 2                                                                        | Colombia                                                                     | Amichevole                                                                   | Son Heung-min (x2)                                                            | Cap: H.Son                                                                   |
| 28-3-2023                                                                    | Seul                                                                         | Corea del Sud                                                                | 1 – 2                                                                        | Uruguay                                                                      | Amichevole                                                                   | Hwang In-beom                                                                 | Cap: H.Son                                                                   |
| 16-6-2023                                                                    | Pusan                                                                        | Corea del Sud                                                                | 0 – 1                                                                        | Perù                                                                         | Amichevole                                                                   | -                                                                             | Cap: S.Kim                                                                   |
| 20-6-2023                                                                    | Daejeon                                                                      | Corea del Sud                                                                | 1 – 1                                                                        | El Salvador                                                                  | Amichevole                                                                   | Hwang Ui-jo                                                                   | Cap: S.Kim                                                                   |
| 7-9-2023                                                                     | Cardiff                                                                      | Galles                                                                       | 0 – 0                                                                        | Corea del Sud                                                                | Amichevole                                                                   |                                                                               | Cap: S.Kim                                                                   |
| 12-9-2023                                                                    | Newcastle upon Tyne                                                          | Arabia Saudita                                                               | 0 – 1                                                                        | Corea del Sud                                                                | Amichevole                                                                   | Hwang Ui-jo                                                                   | Cap: S.Kim                                                                   |
| 13-10-2023                                                                   | Seul                                                                         | Corea del Sud                                                                | 4 – 0                                                                        | Tunisia                                                                      | Amichevole                                                                   | Lee Kang-in (x2) Autorete Hwang Ui-jo                                         | Cap: S.Kim                                                                   |
| 17-10-2023                                                                   | Suwon                                                                        | Corea del Sud                                                                | 6 – 0                                                                        | Vietnam                                                                      | Amichevole                                                                   | Kim Min-jae Hwang Hee-chan Autorete Son Heung-min Lee Kang-in Jeong Woo-yeong | Cap: S.Kim                                                                   |
| 16-11-2023                                                                   | Seul                                                                         | Corea del Sud                                                                | 5 – 0                                                                        | Singapore                                                                    | Qual. Mondiali 2026                                                          | Cho Gue-sung Hwang Hee-chan Son Heung-min Hwang Ui-jo (rig.) Lee Kang-in      | Cap: S.Kim                                                                   |
| 21-11-2023                                                                   | Shenzhen                                                                     | Cina                                                                         | 0 – 3                                                                        | Corea del Sud                                                                | Qual. Mondiali 2026                                                          | Son Heung-min (rig., x2) Jeong Seung-hyun                                     | Cap: S.Kim                                                                   |
| 6-1-2024                                                                     | Abu Dhabi                                                                    | Corea del Sud                                                                | 1 – 0                                                                        | Siria                                                                        | Amichevole                                                                   | Lee Jae-sung                                                                  | Cap: S.Kim                                                                   |
| 15-1-2024                                                                    | Doha                                                                         | Corea del Sud                                                                | 3 – 1                                                                        | Bahrein                                                                      | Coppa d'Asia 2023 - 1º turno                                                 | Hwang In-beom 2 Lee Kang-in                                                   | Cap: H.Son                                                                   |
| 20-1-2024                                                                    | Doha                                                                         | Giordania                                                                    | 2 – 2                                                                        | Corea del Sud                                                                | Coppa d'Asia 2023 - 1º turno                                                 | Son Heung-min (rig.) autorete                                                 | Cap: H.Son                                                                   |
| 25-1-2024                                                                    | Al Wakrah                                                                    | Corea del Sud                                                                | 3 – 3                                                                        | Malaysia                                                                     | Coppa d'Asia 2023 - 1º turno                                                 | Jeong Woo-yeong Lee Kang-in Son Heung-min (rig.)                              | Cap: H.Son                                                                   |
| 30-1-2024                                                                    | Al Rayyan                                                                    | Arabia Saudita                                                               | 1 – 1 dts (2 - 4 dtr)                                                        | Corea del Sud                                                                | Coppa d'Asia 2023 - Ottavi di finale                                         | Cho Gue-sung                                                                  | Cap: H.Son                                                                   |
| 2-2-2024                                                                     | Al Wakrah                                                                    | Australia                                                                    | 1 – 2 dts                                                                    | Corea del Sud                                                                | Coppa d'Asia 2023 - Quarti di finale                                         | Hwang Hee-chan (rig.) Son Heung-min                                           | Cap: H.Son                                                                   |
| 6-2-2024                                                                     | Al Rayyan                                                                    | Giordania                                                                    | 2 – 0                                                                        | Corea del Sud                                                                | Coppa d'Asia 2023 - Semifinale                                               | -                                                                             | Cap: H.Son                                                                   |
| Totale                                                                       |                                                                              | Presenze                                                                     | 17                                                                           |                                                                              | Reti                                                                         | 35                                                                            |                                                                              |

## Palmarès

### Giocatore

#### Club

##### Competizioni nazionali
- Campionato tedesco: 1

Bayern Monaco: 1996-1997
- Supercoppa italiana: 1

Inter: 1989

##### Competizioni internazionali
- Coppa UEFA: 2

Inter: 1990-1991
Bayern Monaco: 1995-1996

#### Nazionale
- Bronzo olimpico: 1

1988
- Campionato mondiale: 1

1990
- Campionato d'Europa: 1

1996

#### Individuale
- Capocannoniere della Bundesliga: 1

1987-1988 (19 gol)
- Calciatore tedesco dell'anno: 2

1988, 1994
- Giocatore dell'anno della FWA: 1

1995
- ESM Team of the Year: 1

1994-1995
- Incluso nel FIFA 100 (2004)

### Allenatore

#### Nazionale
- Gold Cup: 1

Stati Uniti: 2013

#### Individuale
- Allenatore tedesco dell'anno: 1

2006